# Mestre

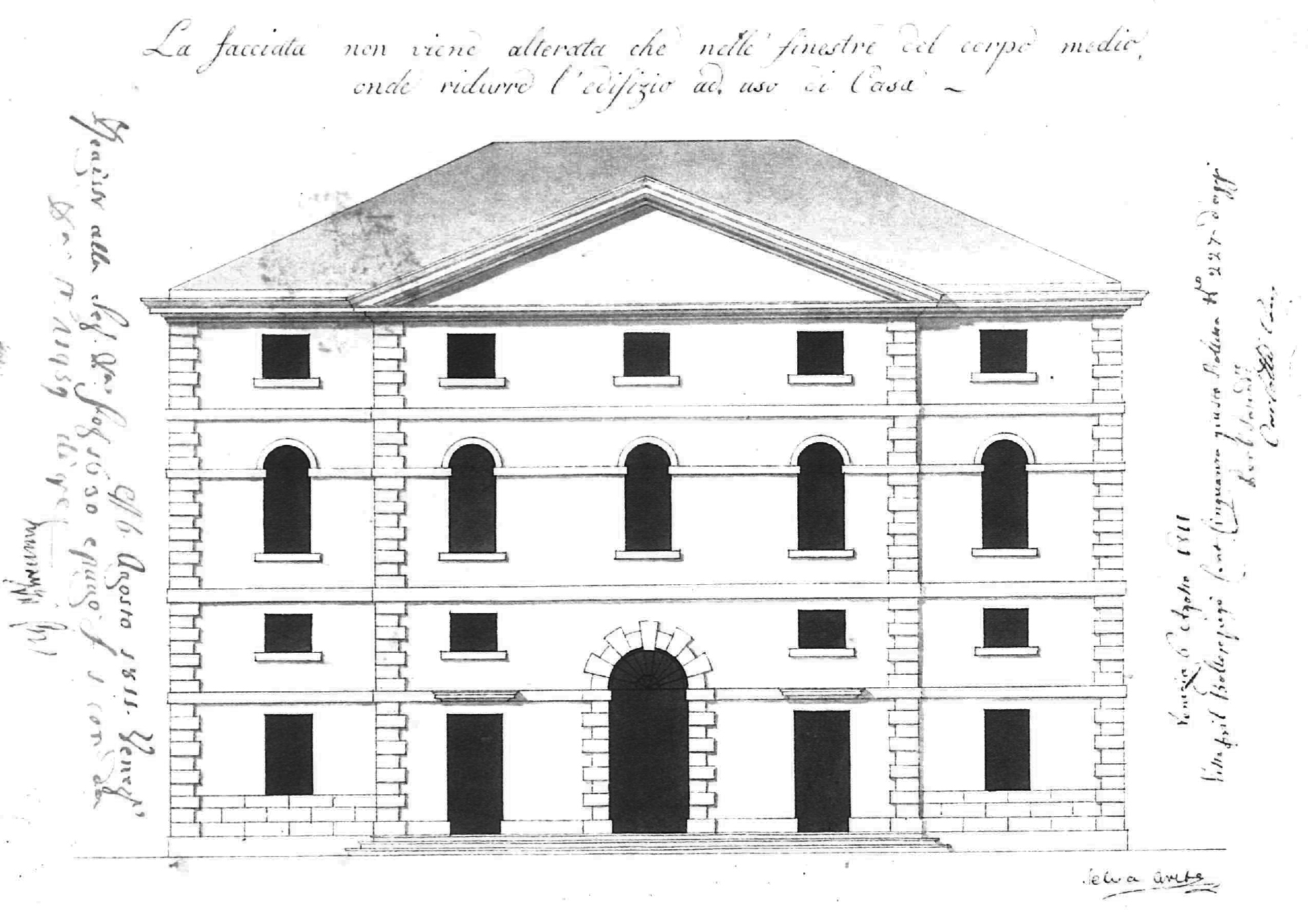
Ex Teatro Balbi, Mestre

Mestre [ˈmɛstre] è la località più popolosa e densamente popolata del comune di Venezia, con quasi 90.000 residenti. Nell'ambito del territorio del capoluogo veneto, l'area urbana di Mestre ricade per la gran parte all'interno della municipalità comunale di Mestre-Carpenedo (o anche detta di Mestre centro). Mestre è inoltre, urbanisticamente, l'agglomerato urbano principale e più importante della cornurbazione della terraferma veneziana, la quale conta complessivamente circa 200.000 abitanti; per questo motivo, col toponimo "Mestre" viene talora intesa - per estensione - tutta la terraferma comunale di Venezia.
Già comune autonomo e insignita a suo tempo del titolo di città, nell'agosto 1926 Mestre fu accorpata - insieme ad altri comuni limitrofi - al capoluogo lagunare, divenendo così la propaggine principale di Venezia sulla terraferma. Mestre, specie nel secondo dopoguerra, accolse il rapido e intensivo sviluppo urbano, industriale e dei servizi di Venezia nella prospiciente gronda lagunare insieme alla vicina Marghera e al suo porto industriale e commerciale, i quali furono fondati in una porzione di territorio già precedentemente appartenente al cessato Comune di Mestre.

## Geografia fisica

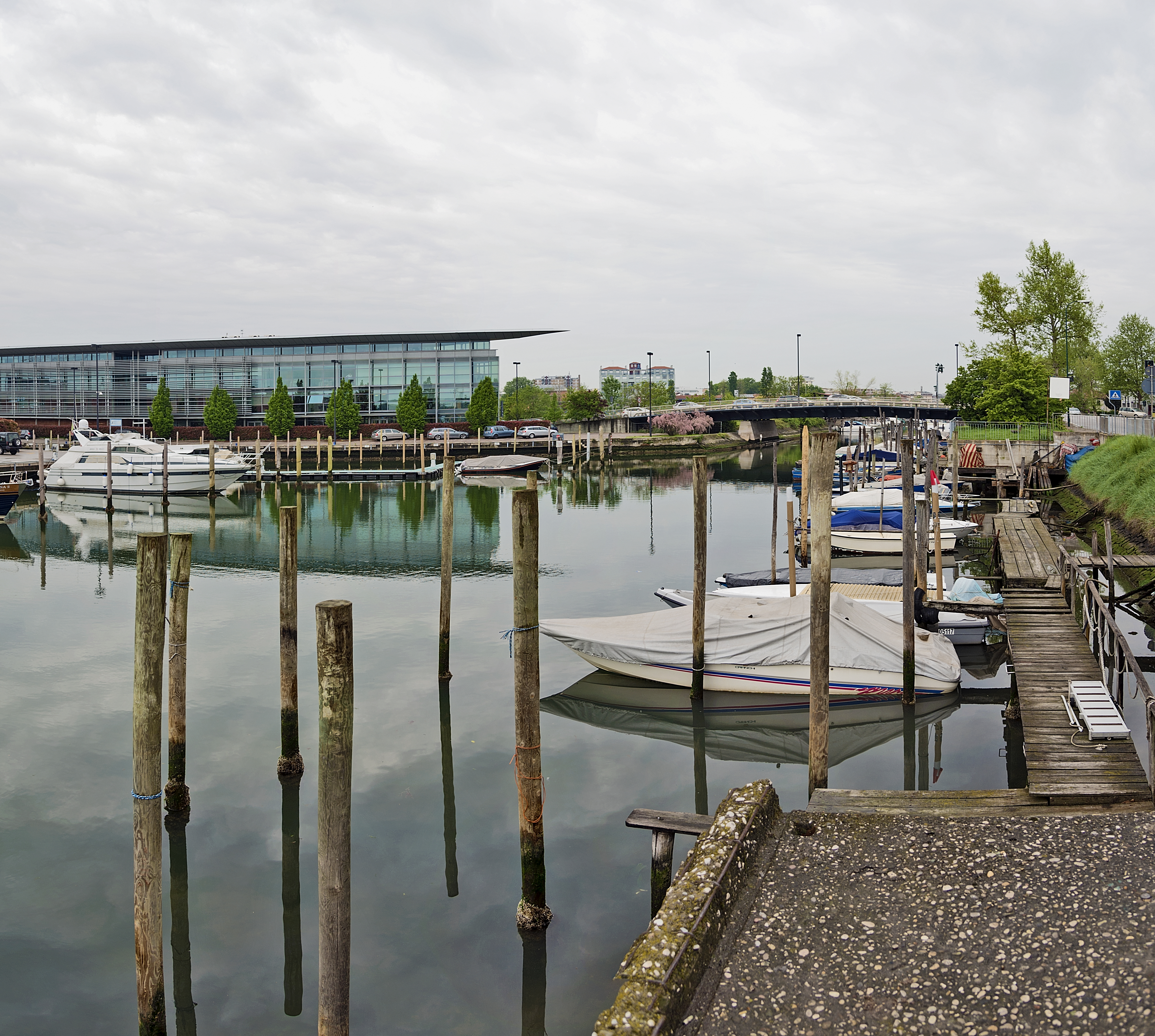
Il Canal Salso in prossimità di viale Ancona; sullo sfondo il centro direzionale La Vela.

Mestre è situata nella Pianura Veneta, a margine della Laguna di Venezia (3 m s.l.m.), e funge da porta d'accesso a Venezia oltre ad essere un importante nodo viario e ferroviario. L'affaccio sulla Laguna è costituito dal parco di San Giuliano, inaugurato l'8 maggio 2004 ed esteso per 74 ettari.
Il principale corso d'acqua è il Marzenego, il cui alveo originale è stato più volte modificato nel tempo e tombinato. Esso si biforca circondando la città antica, nel ramo nord detto ramo delle Beccherie o San Lorenzo e nel ramo sud detto ramo delle Muneghe o della Campana. I due bracci si riuniscono all'altezza del ponte di via Colombo, formando l'Osellino, il canale artificiale che ne convoglia le acque in laguna e che sfocia successivamente a Tessera.
Un'altra via d'acqua rilevante è il canal Salso, utilizzato per raggiungere Venezia e il mare dai possessori di barche qui ormeggiate, che mette in comunicazione la terraferma con la laguna; l'ultimo tratto in prossimità del centro di Mestre, che terminava all'altezza di quella che è divenuta piazza XXVII Ottobre (ora poco più in là, all'altezza dei vecchi opifici e magazzini di Altobello, a servizio della via commerciale di un tempo), è stato interrato tra il 1969 e il 1970 per permettere la realizzazione della piazza stessa (allora denominata piazza Barche, toponimo ancora molto usato) e di via Forte Marghera.
Il porto si trovava al termine del canal Salso, che venne ritratto anche nei quadri del Canaletto; la zona fu bombardata nel 1945, a partire dagli insediamenti industriali di porto Marghera, lungo corso del Popolo e fino a piazza Barche, e di questo rimane traccia in un edificio danneggiato di fianco all'edificio a torre del centro commerciale (a tutti noto come "Coin").

## Origini del nome
Il toponimo Mestre, secondo Dante Olivieri, deriva dal personale romano Mestrius, documentato specialmente nell'Italia settentrionale, ed è da confrontare con Mestrino in provincia di Padova ed anche con una statio in Pannonia, chiamata Mestrianis, citata nell'Itinerario antonino.
Si fecero altre ipotesi in passato, come Filiasi che asserì che l'etimo sarebbe etrusco; Agnoletti ipotizzò la possibile presenza della radice mad-, riferita ad una località paludosa; altri ancora individuarono una somiglianza con nomi di origine orientale (frigia e greca in particolare).
Secondo Antonio Luigi de' Romanò il nome di Mestre deriverebbe da un antico fiume, chiamato Mestre o Marzenego; secondo altri il fiume si sarebbe chiamato Mestria.

## Storia

### Le origini
In base a quanto si legge nell'Iliade, nella quale è citato un Mesthle, figlio di Talemene re dei Meoni, alcune leggende ricollegano l'origine della città alle vicende dell'eroe Antenore, capostipite dei Veneti. Questi, fuggito da Troia distrutta, dopo un lungo peregrinare per mare trovò rifugio nella regione che lui stesso chiamò Veneto, dove fondò la città di Padova. Al suo seguito c'era anche Mesthle, che invece si stabilì con altri presso un bosco di fronte alla Laguna, la cosiddetta Selva Fetontea, fondando una città fortificata che, dal suo nome, chiamò Mestre.
Dal punto di vista storico, sembra che né in epoca paleoveneta, né romana nella zona sorgessero insediamenti di particolare rilevanza. L'Itinerarium Burdigalense, una guida per pellegrini del IV secolo, citava nella zona solo una «mutatio ad nonum», cioè "una stazione di posta per il cambio dei cavalli, situata a nove miglia" (13,5 km circa) dalla città di Altino, lungo la Via Annia. Appare tuttavia possibile l'esistenza di un castrum, un piccolo centro fortificato, embrione del medievale Castelvecchio. In epoca romana il territorio di Mestre era attraversato da un'importante strada romana, la via Gallica; altre strade erano la Via Castellana, Via Miranese e la Via Cesarea Augusta.
In quel periodo storico l'ecosistema più frequente era quello di foresta planiziale a querco-carpineto. La zona, inoltre, era paludosa, tanto che le strade di origine romana, che sono costruite in linea retta fino a Mira, a valle si presentavano sinuose per adeguarsi al territorio.

### Il medioevo

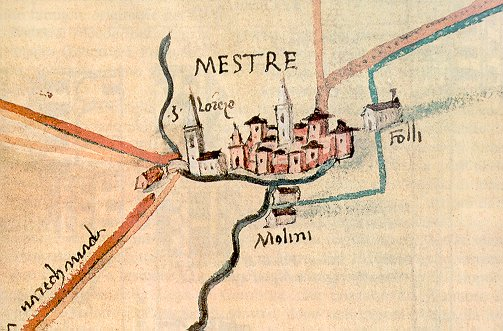
Mestre in una mappa del XVI secolo: allora il borgo era difeso da una cinta muraria costituente il cosiddetto Castelnuovo; le località Molini e Folli ivi riportate corrispondono rispettivamente alle zone di via Caneve e via Spalti.

In un documento del 710, riguardante delle donazioni al monastero di San Teonisto di Casier, viene citata una "Mestrina presso le montagne", definizione però alquanto incerta. Il più antico documento riportante il nome di Mestre, ufficialmente conosciuto, è l'atto di donazione con il quale nell'anno 994 Ottone III, che di lì a due anni diverrà poi Imperatore del Sacro Romano Impero, intende ringraziare per i servigi resi il condottiero Rambaldo, appartenente alla famiglia dei Conti di Collalto, quelli del Castello di Susegana (TV). Grazie al riconoscimento, ai fedeli vassalli vengono intestati la foresta del Montello, alcune proprietà a Treviso e 24 mansi (grandi estensioni di terreno coltivabile) tra cui uno “inter Mester et Paureliano et Brentulo” ovvero tra Mestre e Gazzera (Parlan e Brendole). Il documento rimane nelle mani dei Collalto sino al 1917 quando il castello, durante la Prima Guerra Mondiale, viene distrutto. Tra le rovine, si trovava probabilmente acquartierato un reparto di soldati boemi, sudditi di Vienna, che dopo la sconfitta ritornarono in Repubblica Ceca. Il documento, di cui ignoravano le origini, venne portato con loro e depositato, assieme ad altri oggetti trafugati, presso il locale archivio comunale. Solo successivamente il responsabile dell'archivio di Rokycany, cui il documento pervenne, ne comprese l'importanza storica e ne diede risalto; il diploma di Ottone III risulta il più antico documento su pergamena nella Repubblica Ceca. Una copia della pergamena è stata consegnata alla municipalità di Mestre-Carpenedo per l'apposizione della stessa all'interno della torre dei Collalto ubicata in Piazza Ferretto.
La zona era in quest'epoca divenuta terra di confine tra il Sacro Romano Impero e il Ducato di Venezia, luogo di passaggio per uomini e merci diretti da e per la vicina Venezia. Di qui passavano incrociandosi tre importanti arterie di collegamento con l'entroterra: la Padovana (poi Miranese), la Castellana e il Terraglio (che collega Mestre a Treviso). il Castelvecchio, probabilmente ancora con costruzioni in legno, sorgeva sull'isola creata dalla biforcazione di due rami del fiume Marzenego. Più a valle, attraverso il porto di Cavergnago, situato sul basso corso del flumen de Mestre, sulla strada Annia in direzione Altino infatti, passavano la dogana le merci e gli uomini diretti in Laguna.
Nel 1152 la bolla in cui si riconosceva signore di Mestre il vescovo di Treviso Bonifacio, papa Eugenio III specificava tra le proprietà un porto, il castello e la chiesa arcipretale di San Lorenzo.
La potestà vescovile venne però minacciata nel XIII secolo dalle imprese di Ezzelino III da Romano; nel 1237 con il suo esercito si spinse nel territorio mestrino, devastandolo, tanto da costringere le monache del Monastero di San Cipriano, che sorgeva nei pressi, a fuggire sotto la protezione di Venezia. Tra il 1245 e il 1250 Ezzelino occupò il castello di Mestre in contrasto con il fratello Alberico, divenuto podestà di Treviso, sino a che tra i due fratelli si giunse ad un accordo: nel 1257 il vescovo Adalberto III Ricco venne costretto a cedere il possesso del borgo e del castello all'amministrazione civile di Treviso, che prese a nominarvi un capitano per l'esercizio del potere amministrativo, militare e giudiziario. Nel 1274 un incendio danneggiò gravemente il Castelvecchio.
Nel 1317 Cangrande della Scala incominciò a minacciare Treviso, che come contromisure rinforzò tra l'altro il castello di Mestre. Nel 1318 gli Scaligeri tentarono a più riprese di conquistare la piazzaforte, che però resistette. L'esercito, ritirandosi, saccheggiò i territori dei dintorni, provocando una grave crisi economica. Nel 1323 Treviso, stremata dalla lunga guerra, capitolò finendo sotto il dominio veronese e con essa Mestre.

### Periodo veneziano (1337-1797)

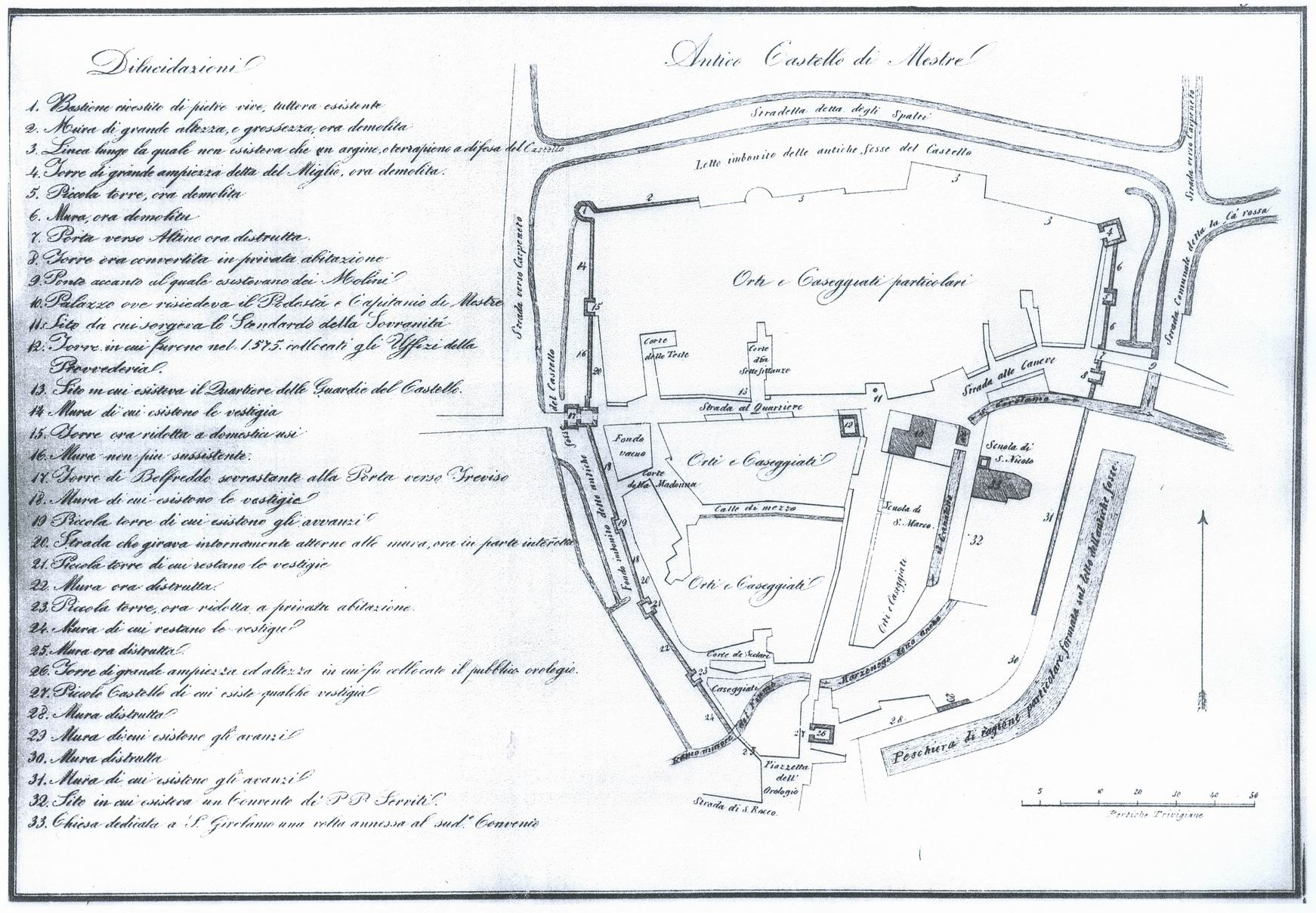
Pianta del Castelnuovo di Mestre

Con la conquista di Padova e Treviso, la signoria scaligera iniziò a costituire una seria minaccia all'indipendenza veneziana, assieme all'imporsi di altre potenti signorie, non solo in Veneto, ma anche in Lombardia. Diventò a questo punto fondamentale per Venezia assumere il controllo del proprio entroterra. Il Castello di Mestre fu uno dei primi obiettivi, venendo strappato ai veronesi il 29 settembre 1337, allorquando fu conquistato senza colpo ferire dal comandante veneziano Andrea Morosini, corrompendo i 400 mercenari tedeschi di guardia. In breve Venezia assunse il controllo di tutto il territorio trevigiano. Il borgo di Mestre e il territorio limitrofo fu da allora governato da un rettore avente il titolo di Podestà e Capitanio: il primo fu Francesco Bon. Nel 1405 si ebbe anche la dedizione di Verona; in meno di un secolo la Serenissima aveva pertanto costituito il proprio Stato da Tera.
In quest'epoca il traffico di merci tra Mestre e Venezia divenne così importante da richiedere la costruzione di un canale artificiale, il Canal Salso, che dalla laguna arrivava fino al cuore del borgo. D'altra parte la successiva deviazione del fiume Marzenego, che venne portato a sfociare in corrispondenza di Altino, rese impraticabile al commercio tale via d'acqua, rendendo ancor più importante il Canal Salso e la sua terminazione in laguna nella zona denominata San Giuliano. In ragione di ciò il commercio si spostò dalla parte nord di Mestre alla parte sud contribuendo allo sviluppo del suo nuovo centro commerciale, attorno alla Piazza Maggiore. Da lì partiva anche una via acquea, che venne interrata nel ventesimo, chiamata "Brenta vecchia" e che percorreva le vie Brenta vecchia, Dante, Fratelli Bandiera; questa via confluiva nel naviglio Brenta a Malcontenta e consentiva alle imbarcazioni di raggiungere Padova dal centro di Mestre. L'accresciuta posizione strategica di Mestre rese così necessaria la realizzazione di una nuova fortezza, il Castelnuovo, cui seguì un progressivo abbandono del Castelvecchio, che venne infine demolito nel XV secolo.
Nel 1452 venne costituito un Consiglio con lo scopo di affiancarsi nell'amministrazione del borgo all'autorità dei rettori veneziani: nel 1459 il consiglio prese così sede nella nuova Provvederia. Nel 1509, durante la Guerra della Lega di Cambrai, le forze veneziane al comando di Niccolò di Pitigliano subirono una sconfitta nella battaglia di Agnadello e si ritirarono, asserragliandosi nel castello di Mestre; la fortezza divenne l'estremo baluardo sulla terraferma, da dove partirono prima le spedizioni in soccorso di Treviso, assediata, e successivamente per riconquistare Padova, occupata dagli Imperiali. Nel 1513 Mestre dovette però affrontare nuovamente l'assalto delle truppe spagnole e tedesche, che conquistarono il castello e saccheggiarono il centro abitato. A onore dell'eroica resistenza, la città ricevette dalla Serenissima il titolo di Mestre Fidelissima, che ne è ancora il motto.
Nel Settecento furono demolite le mura del Castelnuovo, ormai in grave stato di deterioramento; di esse restarono solo la Torre dell'Orologio e la gemella Torre Belfredo. Con la caduta della Repubblica di Venezia, nel maggio del 1797 Mestre fu occupata dalle truppe di Napoleone Bonaparte, che posero fine al governo dell'ultimo podestà e capitano veneziano, Daniele Contarini.

### Periodo napoleonico, gli Austriaci e il Risorgimento
Con il Trattato di Campoformio del 1797, i territori della Repubblica di Venezia passarono agli Asburgo d'Austria. Nel 1805 a seguito del trattato di Presburgo, Veneto e Friuli entrarono a far parte del Regno d'Italia napoleonico. Mestre, secondo il modello francese, nel 1806 divenne una "Comune" nell'ambito del Dipartimento del Tagliamento (circa la provincia di Treviso), dotata di un consiglio di 40 membri e di un Podestà nominato dal governo centrale. Nel 1808 passò al Dipartimento dell'Adriatico (circa la provincia di Venezia) e nel 1810 assorbì i comuni di Carpenedo, Trevignan e Favero.

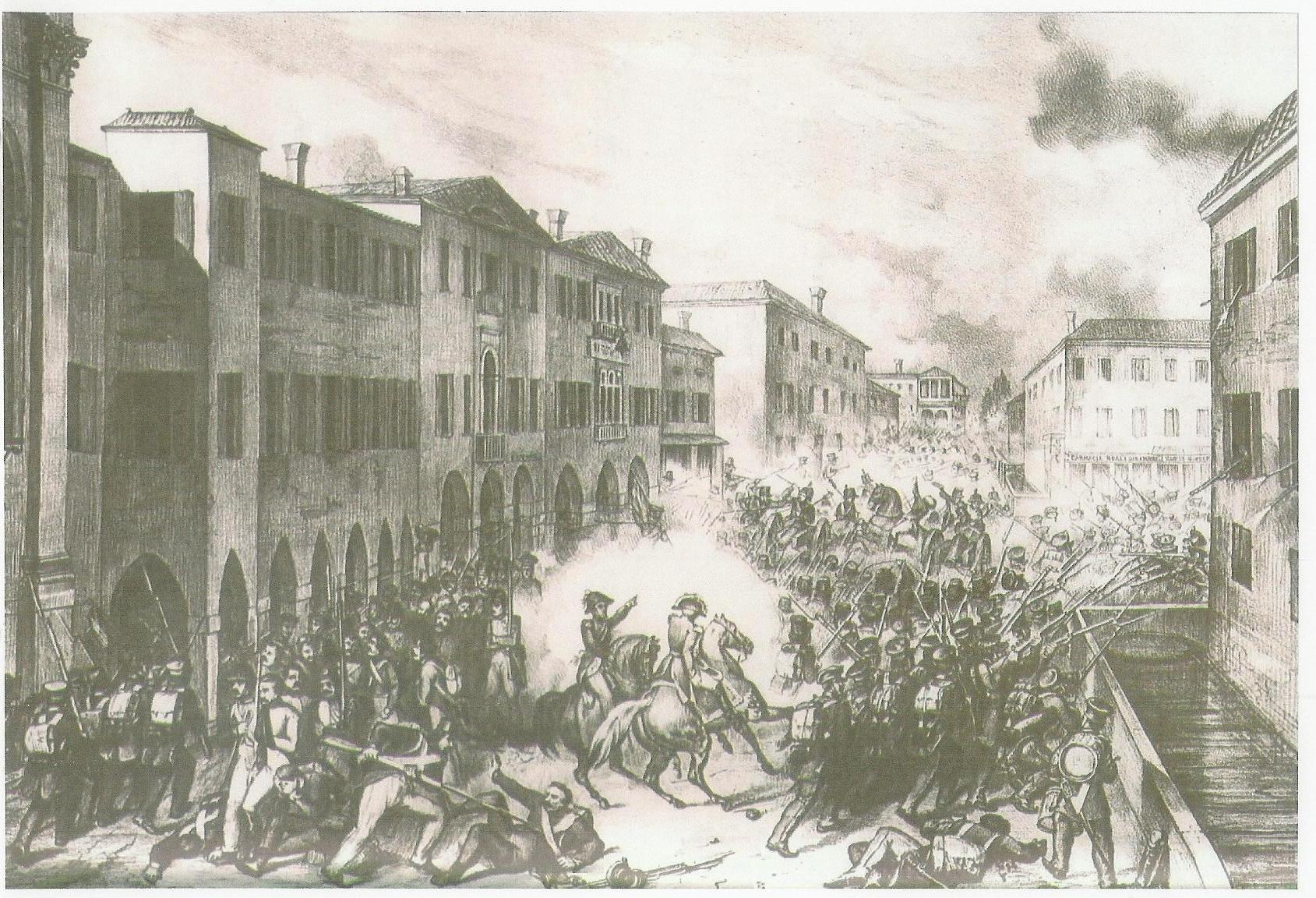
La sortita di Mestre del 27 ottobre 1848.

Alla caduta di Napoleone nel 1814, Mestre tornò sotto il dominio degli Asburgo, nell'ambito del Regno Lombardo-Veneto.
Nel 1842 venne aperta la Ferrovia Milano-Venezia che, passando a sud dell'abitato, ne spostò il baricentro, con lo sviluppo delle vie Cappuccina e Piave.
Il 22 marzo 1848, sulla scia dei moti patriottici risorgimentali, a Venezia gli insorti guidati da Daniele Manin cacciarono gli Austriaci e proclamando la Repubblica di San Marco, mentre a Mestre la Guardia Civica prese il controllo della città. Rinforzata da soldati, finanzieri e volontari, ottenne la resa di Forte Marghera e lo difese contro gli austriaci, che tentarono di rioccuparlo.
L'esercito austriaco si ritirò tra le fortezze del Quadrilatero e Mestre divenne crocevia di passaggio per i molti volontari che affluivano da ogni parte d'Italia. Vittoriose però contro le truppe piemontesi e volte alla riconquista dell'intero Lombardo-Veneto, il 18 giugno le truppe austriache fecero nuovamente ingresso a Mestre, rioccupandola e usandola come testa di ponte per l'assedio di Venezia. Nonostante l'ardita Sortita di Forte Marghera del 27 ottobre che liberò Mestre solo per poche ore, il 26 maggio 1849 l'edificio fu riconquistato dagli Austriaci e alla capitolazione del forte seguì il 22 agosto la resa della stessa Venezia.

### Il passaggio all'Italia
Nel 1866 le truppe italiane, giunte in città il 15 luglio, espugnarono Forte Marghera e Mestre fu annessa assieme al resto del Veneto al Regno d'Italia. Il 6 marzo 1867 giunse a Mestre anche Giuseppe Garibaldi, arringando la folla da un balcone di Piazza Maggiore, evento poi commemorato da una lapide.
Nel 1876 la vecchia Torre Belfredo, una delle ultime vestigia dell'antico castello e di proprietà di privati, venne demolita. Resta traccia della pianta della torre, nella pavimentazione dell'omonima via, attigua ai "Giardini delle Mura" ove son visibili i resti (oltre che di un lungo tratto murario) di uno dei torricini minori del castello.
A ricordo degli avvenimenti del 1848, il 4 aprile 1886 venne inaugurata in Piazza Barche una colonna commemorativa dei caduti nella resistenza del 1848-1849, mentre il 13 novembre 1898 venne concessa alla città la medaglia d'oro al valor militare. La sortita di Mestre è stata più volte rievocata in varie occasioni celebrative.
Nel 1917, con in virtù di una nuova legge sui porti, un quarto del territorio comunale di Mestre (Bottenigo, il cui nome venne da allora mutato in Marghera) venne integrato al comune di Venezia e affidato alla Società Porto Industriale di Venezia, la quale avviò le opere che portarono alla creazione del primo nucleo di Porto Marghera, inizialmente detto Porto di Mestre.
Il 23 agosto 1923 con un regio decreto l'allora Re d'Italia Vittorio Emanuele III di Savoia conferisce a Mestre il titolo di città.
- 1866-1870: Girolamo Allegri
- 1871-1881: Napoleone Ticozzi
- 1882-1892: Pietro Berna
- 1892-1893: Agostino Tozzi
- 1894-1899: Pietro Berna
- 1899-1902: Jacopo Rossi
- 1903-1906: Giuseppe Frisotti
- 1907-1910: Pietro Berna
- 1910-1913: Aurelio Cavalieri
- 1914-1919: Carlo Allegri
- 1920-1922: Ugo Vallenari
- 1923: Gustavo Soranzo
- 1923-1924: Massimiliano Castellani
- 1924-1926: Paolino Piovesana

Va ricordato inoltre che il 1º maggio 1945, all'indomani della Liberazione, gli Alleati insediarono a Mestre una giunta di otto membri con a capo l'ex sindaco Vallenari, ma venne sciolta una decina di giorni dopo dal prefetto Camillo Matter.

### La fine dell'autonomia comunale
Nell'agosto del 1926 (R.D. 15 luglio 1926, n. 1317, in G.U. n. 183 del 9 agosto 1926) il comune di Mestre, che contava 31.000 abitanti e aveva una superficie di 12 km² venne incorporato nel comune di Venezia, assieme ai comuni Chirignago, Zelarino e Favaro Veneto. Il tutto avveniva nell'ambito di una generale riorganizzazione e razionalizzazione delle istituzioni comunali che, in tutta Italia, portò all'accorpamento di diversi comuni. A Venezia, l'atto era anche legato alla nascita del polo industriale di Marghera, creato dalle politiche economiche di quegli anni, incentrate attorno all'attività dell'industriale e politico Giuseppe Volpi conte di Misurata e del conte Vittorio Cini. Il primo, ministro delle finanze e del tesoro, nonché presidente della Società Porto Industriale di Venezia e della Società Adriatica di Elettricità (allora principale industria elettrica dell'Italia nord-orientale), fortemente interessata ad un forte sviluppo industriale dell'area; il secondo, presidente della Società Adriatica di Navigazione, della SITACO interessata alla realizzazione dei nuovi quartieri residenziali, nonché commissario governativo per le acciaierie ILVA. Venezia, per la propria conformazione urbana, pur con la propria ampia disponibilità di manodopera, non disponeva di spazi idonei ad ospitare una propria area industriale moderna: l'espansione in terraferma divenne la soluzione necessaria per dare nuovo sviluppo della città lagunare.
Il 25 aprile 1933 venne costruito il Ponte Littorio (nel dopoguerra rinominato Ponte della Libertà) e con esso il tratto stradale che portava a quella che è poi divenuta l'autostrada per Padova. Per unirla a Mestre fu tracciato il Corso Principe di Piemonte (inaugurato nel 1933, nel dopoguerra rinominato Corso del Popolo) e, per dare più spazio a tale strada, fu interrato un tratto del Canal Salso.
Durante la seconda guerra mondiale Mestre subisce vari bombardamenti aerei; il più pesante fu quello del 28 marzo 1944, che rase al suolo più di un migliaio di case, provocò 164 morti e 270 feriti, ma anche tantissimi sfollati che dovettero abbandonare il loro domicilio cercando ospitalità nelle campagne circostanti. Dopo la firma dell'armistizio, Mestre fu teatro di scontri tra le forze della resistenza e le forze nazi-fasciste che cercano subito di occuparla, anche per il suo ruolo di importante snodo ferroviario.
Nel 1955, in concomitanza con l'edificazione di Viale San Marco, fu costruito il cavalcavia di San Giuliano, che consentiva così di raggiungere Venezia direttamente senza dover transitare per Corso del Popolo. Tale cavalcavia rappresenta il tratto finale della strada statale per Trieste.

### Secondo novecento: la crescita selvaggia
A partire dagli anni cinquanta tutti i maggiori centri urbani d'Italia subirono una rapida e disordinata crescita, che ebbe luogo nelle rispettive periferie. Nemmeno Venezia sfuggì a tale fenomeno: la differenza fu che il capoluogo veneto, situato al centro di una laguna, non disponeva di una cintura territoriale esterna che potesse fungere da spazio di crescita. Lo sviluppo urbano si verificò pertanto nelle aree terraferma e in particolare a Mestre, che in pochi anni passò da piccolo centro di campagna di 20.000 abitanti a cittadina di circa 200.000 abitanti, anche complice il flusso migratorio dal centro storico e dalla campagna circostante.
La crescita demografica crebbe ulteriormente a partire dagli anni sessanta, quando alle politiche abitative e lavorative sfavorevoli ai residenti lagunari si sommarono i disastrosi effetti dell'alluvione del 1966, che mostrò la vulnerabilità delle abitazioni ai piani bassi di Venezia. Sull'onda dell'emigrazione dal centro storico, la massima espansione edilizia e demografica venne raggiunta negli anni settanta, periodo in cui Mestre e la terraferma toccarono i 210.000 abitanti. La grande rapidità dello sviluppo, privo di un piano regolatore, lo rese alquanto disordinato, tanto che il fenomeno venne definito da alcuni ambienti sacco di Mestre e la località venne spesso additata come esempio di centro urbano sgraziato e poco ameno.

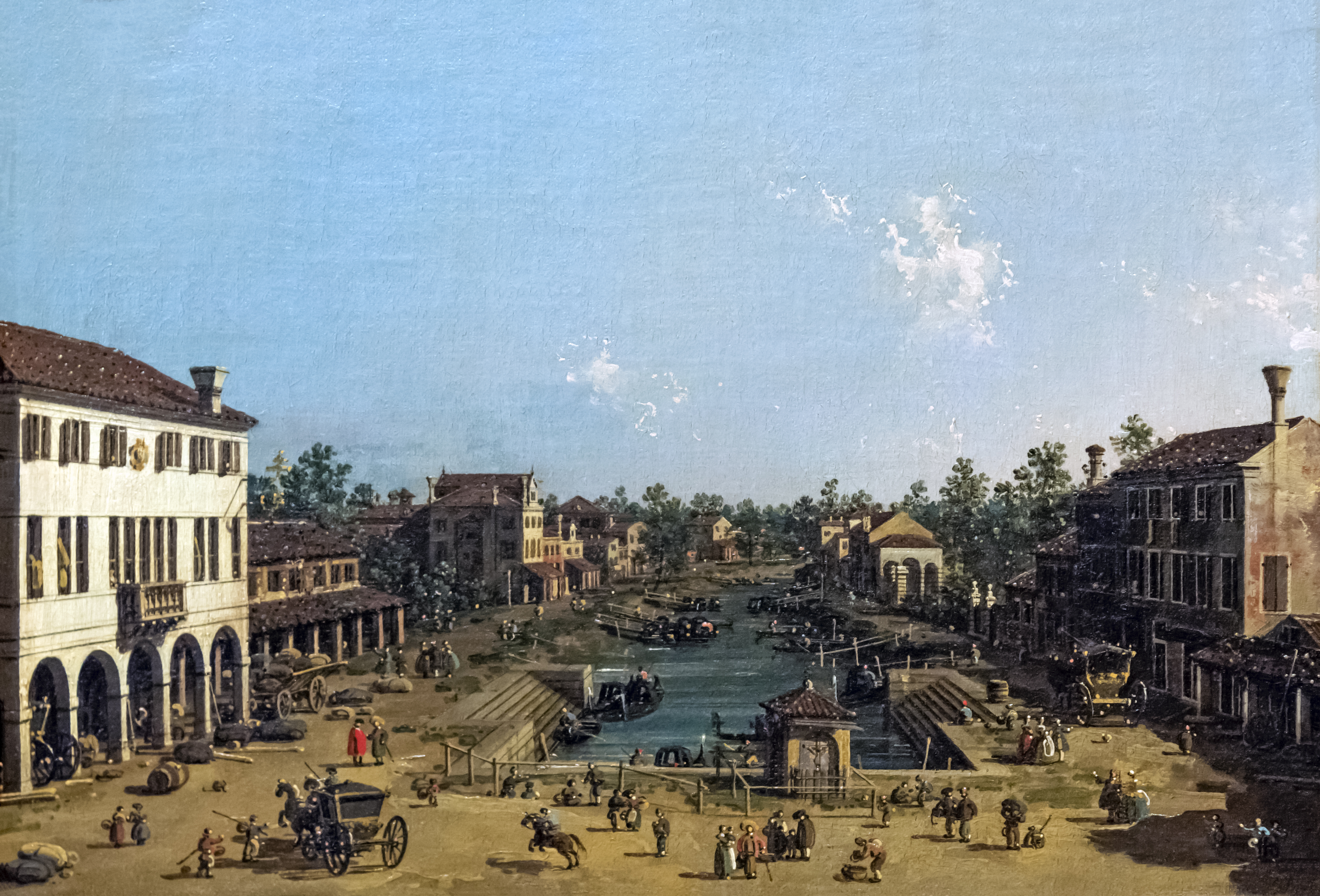
"Mestre alle Barche" di Giovanni Antonio Canal, detto Canaletto (Venezia 1697-1768). Dipinto di metà Settecento.

L'assetto urbanistico ne risultò stravolto, con cambiamenti radicali di intere aree cittadine e con la demolizione di monumenti e luoghi storici. Tra gli interventi di maggior impatto, vennero tombinati, ristretti o deviati molti dei navigli mestrini. Anche nelle parti più centrali, come in via Alessandro Poerio (la tombatura del Marzenego), vi fu la costruzione dell'edificio Cel-Ana addossato alla Torre, primo simbolo di Mestre, l'interratura del Canal Salso da Piazza Ventisette Ottobre (la storica Piazza Barche, riportata anche in un celebre quadro del Canaletto), ecc.
Mestre divenne così un centro fortemente cementificato, vantante il record nazionale di soli 20 centimetri quadrati di verde per abitante (1980).
La crisi dell'industria chimica tra la fine degli anni ottanta e gli inizi degli anni novanta, hanno indotto un calo dei residenti a Mestre e nei sobborghi limitrofi; ciononostante gli oltre 180.000 abitanti di Mestre continuano a costituire oltre il 66% della popolazione del comune di Venezia.

### Il nuovo millennio: la riqualificazione urbana
A partire dall'ultimo decennio del ventesimo secolo, anche Mestre, esaurita la spinta espansiva, è stata oggetto di interventi di riqualificazione urbana, intesi a migliorarne sia l'aspetto che la vivibilità.
Il primo intervento di rilievo è stato la pedonalizzazione di molte zone del centro storico, prima fra tutte Piazza Ferretto (nel 1984). Sono seguiti interventi di riqualificazione in molte zone storiche di Mestre, il più noto dei quali è avvenuto in piazza Ferretto. Altri interventi sono stati effettuati in via Palazzo, piazzetta Pellicani, via Manin, via Poerio, ecc.
In anni recenti si è avuta la costruzione della tranvia, l'apertura al pubblico del bosco di Mestre, la creazione di nuove zone commerciali e del nuovo ospedale dell'Angelo. Altri esempi sono il palazzo-congressi del Centro Candiani, il restauro del Teatro Toniolo, i nuovi quartieri dirigenziali nella parte meridionale e il parco San Giuliano.

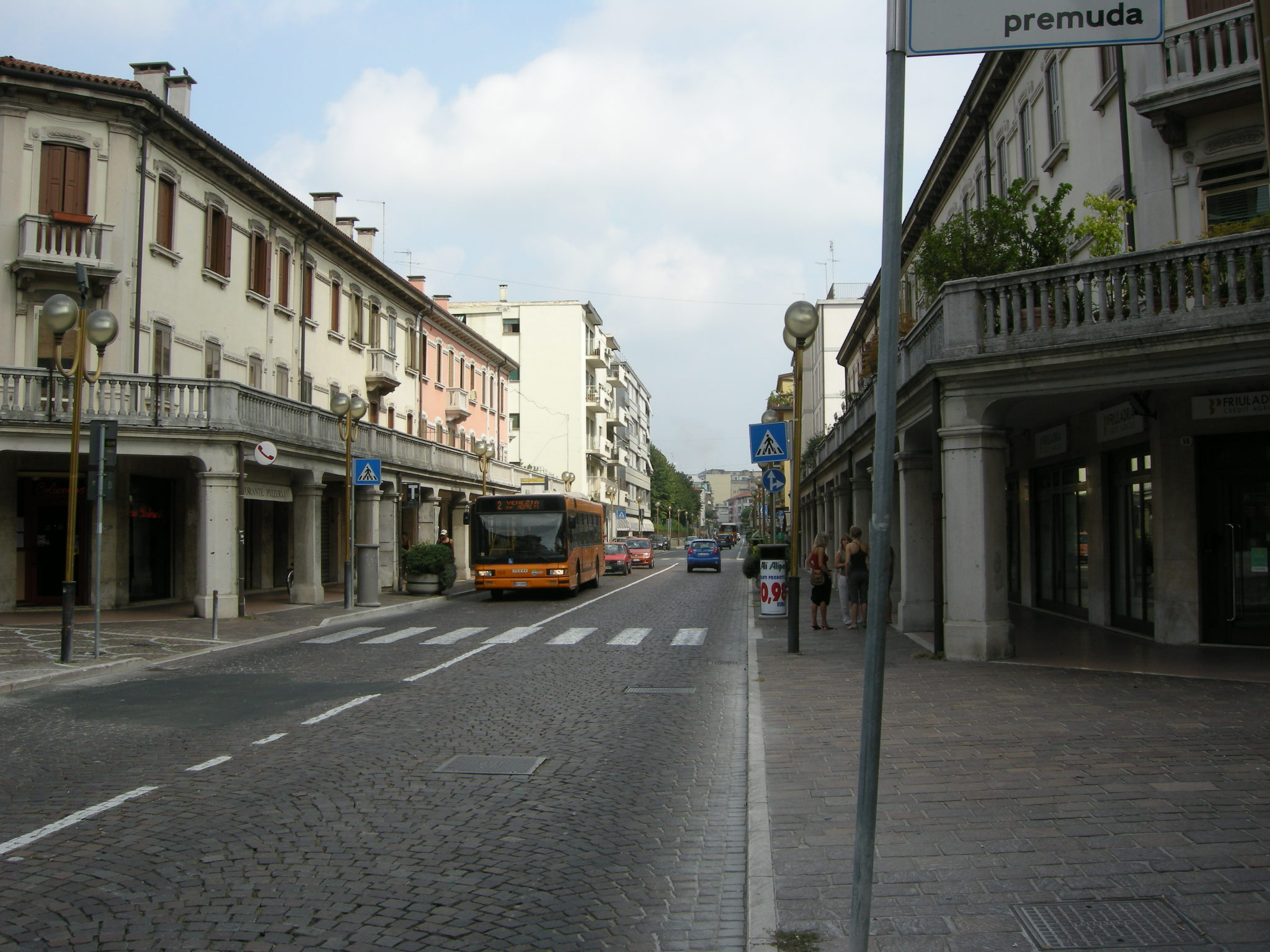
Tratto di Via Piave a Mestre

Grande importanza assume la prossima riqualificazione dell'area dell'ex ospedale Umberto I, aperto nel 1906 e dismesso nel giugno 2008 con l'apertura del nuovo ospedale dell'Angelo in una zona periferica della località. L'abbattimento dell'ex nosocomio si è concluso nel 2009. Il progetto prevede la realizzazione di tre moderni grattacieli da 115 m, 110 m e 92 m a uso residenziale, direzionale e commerciale, e 32.000 m² di spazi pedonali e a verde pubblico. Il completamento era previsto per la fine del 2013 ma i lavori del progetto, per vari motivi, non sono mai iniziati. Dal 2005 in poi con l'adozione del primo biciplan è arrivata a dotarsi nel 2022 di 171 km di piste e corsie ciclabili e ciclopedonali, e alla creazione di zone 30.

### Rapporto tra Venezia e Mestre
Nel 1926 il comune di Mestre fu accorpato a quello di Venezia, nell'ambito di una razionalizzazione amministrativa che comportò la soppressione di svariati comuni in tutta Italia. In tale occasione, tutti i comuni minori limitrofi (Burano, Chirignago, Favaro Veneto, Mestre, Pellestrina, Zelarino) furono accorpati a Venezia, come avvenne d'altronde per tutti i capoluoghi italiani. All'epoca Venezia aveva una popolazione di poco superiore ai 200.000 abitanti, a fronte dei 20.000 di Mestre.
Nel secondo dopoguerra, con l'arrivo del miracolo economico italiano, tutti i centri urbani, soprattutto nel Nord, subirono un impetuoso sviluppo urbano ed economico che portò alla formazione, attorno ai centri storici, delle periferie. Questo processo di urbanesimo fu causato dal passaggio (anche nel Veneto) dalla società agricola a quella industriale, che comportò l'improvvisa necessità di realizzare nuovi quartieri residenziali nei pressi delle zone industriali. Ci fu anche l'aspirazione, da parte di un numero crescente di italiani, a vivere nelle innovative case in cemento armato, che all'epoca erano considerate moderne e salubri (con riscaldamento, acqua corrente, elettricità e servizi igienici), quando le case storiche (e rurali) erano fatiscenti e prive di servizi. È ben noto che questa impetuosa urbanizzazione ebbe luogo con poche regole, con ottiche speculative e con scarso rispetto dell'ambiente e dei monumenti storici. A partire dagli anni settanta, iniziò anche un processo di spopolamento degli allora fatiscenti centri storici che riguardò, soprattutto nel Nord Italia, prevalentemente le città e i comuni di dimensioni medie e grandi.
Nel comune di Venezia lo sviluppo urbano ebbe luogo prevalentemente nella sua terraferma, essendo gli spazi edificabili nella laguna limitati, soprattutto nel centro storico. Fu soprattutto Mestre pertanto, ad accogliere lo sviluppo urbano veneziano e da piccolo centro periferico di 20.000 abitanti, giunse ad ospitarne 200.000, nella sua qualità di "periferia" di Venezia. Al contrario delle normali "periferie", Mestre non fu inglobata dallo sviluppo del centro e ne rimase distinta, essendo inoltre raggiungibile con relativa difficoltà (a causa della natura insulare di Venezia). Di conseguenza Mestre è allo stesso tempo un centro urbano a sé stante e la periferia di Venezia.

#### Unionismo e separatismo
Attorno alla supposta dualità Venezia/Mestre è sorta un'area d'opinione che propugna la separazione amministrativa tra le due realtà, dipinte come portatrici di istanze e necessità tra loro incompatibili; famose in tal senso restano le inchieste e i commenti del giornalista Indro Montanelli.
Le polemiche riguardo ai presunti interessi contrastanti delle due realtà che compongono il comune di Venezia (laguna e terraferma) si appuntano ad esempio sulla collocazione degli uffici pubblici e delle istituzioni, ove alcune sedi sono state duplicate, mentre altre non sdoppiabili hanno dovuto essere collocate in una delle due unità, suscitando proteste da quella scartata.
Da parte di alcuni residenti o associazioni lagunari si accusa Mestre di sottrarre a Venezia posti di lavoro e servizi, incrementando il già notevole spopolamento del centro lagunare. Dall'altra parte si lamenta la difficoltà a raggiungere quegli uffici pubblici o servizi collocati nel centro storico.
Interessi contrastanti fra le due realtà vengono da costoro individuati anche negli investimenti per le infrastrutture e i relativi finanziamenti, con reciproci scaricabarile sul comune che non sarebbe attento alla propria specifica realtà. A tutto questo si aggiunge, da parte di alcuni cittadini, anche un fattore identitario-campanilistico (abbastanza evidente nell'ambito sportivo) che è scemato nel tempo.
All'area separatista se ne contrappone una unionista, che afferma come la maggior parte dei problemi del comune di Venezia sarebbe risolvibile mediante una buona amministrazione e che l'esistenza di due distinti comuni peggiorerebbe la situazione, ritenendo quindi che la separazione sarebbe solo una risposta emotiva a problemi reali.
A partire dal 1979 sono stati indetti cinque referendum per proporre l'istituzione di due comuni distinti: nel 1979, nel 1989, nel 1994, nel 2003 e nel 2019. Da essi è emersa la crescente contrarietà o indifferenza nei confronti delle istanze separatiste: in quattro consultazioni su cinque ha prevalso il no, con un astensionismo crescente (le ultime due non hanno nemmeno raggiunto il quorum del 50%+1 degli aventi diritto al voto). L'ultima tornata (2019) è stata caratterizzata da un elevatissimo astensionismo (appena il 21% degli aventi diritto ha votato), laddove la componente "unionista" aveva fatto campagna in tal senso. A Mestre, come in tutta la terraferma veneziana hanno prevalso i no alla separazione (a Marghera col 71,20%), anche se nella Venezia insulare hanno prevalso i sì (che nel comune hanno complessivamente ottenuto il 66%).
L'autonomia amministrativa locale ha comunque conosciuto un'evoluzione nel 2005, allorché il comune di Venezia ha riorganizzato i suoi tredici quartieri in sei municipalità (entità territoriali cui sono state devolute determinate prerogative).

### Simboli
Lo stemma del soppresso comune di Mestre presentava la seguente blasonatura:
Le lettere M e F inscritte nei quarti inferiori sono le iniziali del motto Mestre Fidelissima, coniato nel 1513 per celebrare l'eroica resistenza di Mestre nel corso della guerra della Lega di Cambrai.
L'antico stemma medievale di Mestre (fino al 1513) era di rosso, alla croce piana d'argento e le lettere nei cantoni inferiori erano C M (Communitas Mestrensis).

Lo stemma di Mestre dal Medioevo al 1513
Lo stemma del comune di Mestre nel 1923 (dopo la concessione della corona turrita)

### Onorificenze
Il 13 novembre 1898 Mestre fu decorata con medaglia d'oro come "Benemerita del Risorgimento nazionale" per le azioni eroiche compiute dalla città nel periodo del Risorgimento (che, secondo la definizione dei Savoia, è compreso tra i moti insurrezionali del 1848 e la fine della prima guerra mondiale).

## Monumenti e luoghi d'interesse

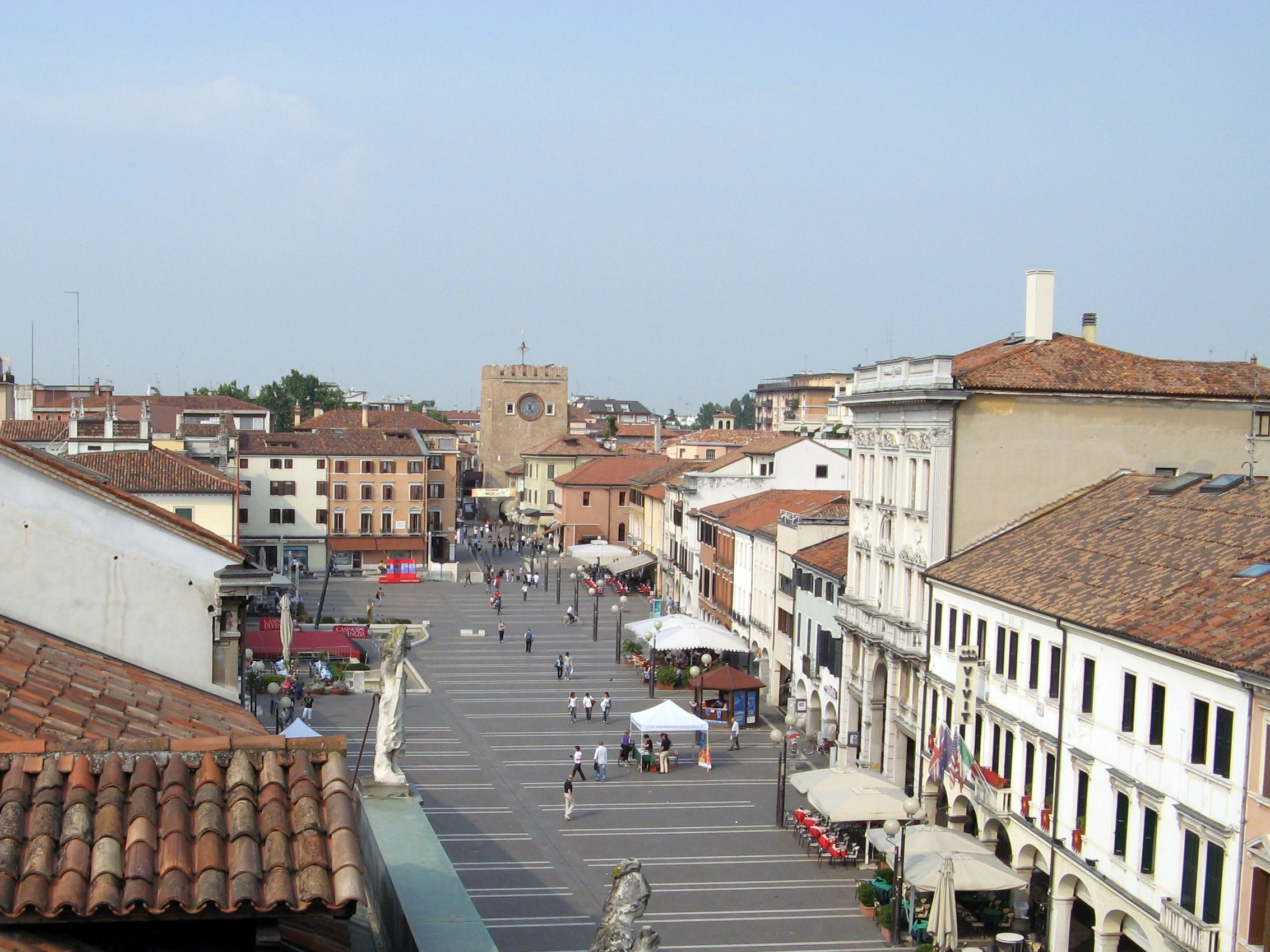
Panoramica di piazza Ferretto

La piazza Erminio Ferretto, un tempo chiamata Piazza Maggiore da cui il nome del giornale cattolico cittadino, è la principale di Mestre. Sviluppatasi nel medioevo come piazza del mercato e, nei primi anni del Novecento, come capolinea della rete tranviaria, si arricchì poi di esercizi commerciali e del noto Teatro Toniolo, posto in una piazzetta contigua. Sulla piazza sorgono il settecentesco Duomo di San Lorenzo, il Palazzo da Re, il cui portico ospitava il mercato delle granaglie e la Torre dell'Orologio, comunemente detta "Torre Civica". Quest'ultima era originariamente una casa-torre fatta erigere dai Collalto nel 1108, ma fu poi inglobata nel secondo castello di Mestre (il Castelnuovo); è l'unica rimasta delle tre torri principali del Castello di Mestre (Civica, Belfredo, Porta Altinate), delle quindici — o, secondo altre fonti storiche, diciassette — torri che componevano la fortezza, e custodisce (in attesa di riapertura) l'unica sopravvissuta delle porte medievali della città (antico accesso al Castelnuovo dal "Borgo San Lorenzo").
Nella Via Torre Belfredo sono visibili, riportati nella pavimentazione stradale, i "segni" della omonima Torre-porta demolita nel 1876 ("per far passare il tram" e recuperare i materiali), e negli attigui "giardini delle mura" son visibili i resti della cinta muraria con anche un "torricino minore", poi trasformato in abitazione nella parte superiore (con architetture ottocentesche). Attiguo alle mura (ma con accesso dalla via Giordano Bruno) il "Teatrino della Murata", piccolo teatro d'essai dalla lunga tradizione cittadina.
All'angolo della contigua Via Spalti son visibili (all'interno dello spazio della rimessa comunale - ex Acquedotto, il cui edificio in stile Liberty ne copre parzialmente la visuale) i resti delle mura angolari del Castello, nonché della torre angolare ivi realizzata, sulle basi della quale è stata eretta sin dall'Ottocento una grande abitazione civile.
Del Castelvecchio (sul sito del Castrum romano, in epoca moderna area del "vecchio ospedale") resta ben poco in superficie, e viene ricordato dal toponimo via Castelvecchio (laterale di via Einaudi). La strada, attorniata da condomini, un tempo partiva da piazza Ferretto e oltrepassava il ramo nord del Marzenego sul ponte di Castelvecchio, tale ponte, costruito in pietra attorno al XIV secolo, è visibile ma si trova, come molte vestigia storiche di Mestre, in abbandono e in forte stato di degrado.
Altri edifici di rilievo sono il Palazzo Podestarile (poi Municipio cittadino e quindi sede di una delle due sale consiliari del Comune di Venezia), la Provvederia. e la scuola dei Battuti o scholetta, piccolo edificio trecentesco con finestre trilobate prospettante sulla via Poerio, accanto al Duomo di San Lorenzo.
Tra il 1995 e il 1998 Piazza Ferretto è stata rielaborata secondo il progetto (tuttora piuttosto discusso in quanto non allineato all'architettura antica che caratterizza la piazza) dell'architetto Guido Zordan. Oltre all'inserimento di molti elementi architettonici e di arredo urbano ultra-moderni di tipo astratto e geometrico, al centro della piazza è stata collocata una fontana dalle forme singolari dotata di una scultura in bronzo dorato di Alberto Viani intitolata "Nudo". Nella ristrutturazione, che ha comportato anche il rovesciamento delle pendenze della pavimentazione, da quella storica "a dorso di mulo" ad una inedita detta "ad impluvio", si sono voluti eliminare gli antichi marciapiedi laterali in lastre di trachite, le quali furono recuperate e riposizionate in forma "ri-bocciardata" come fasce laterali delimitate dai filari di lampioni. Gli avveniristici lampioni, elementi iper-moderni certamente inusuali per una piazza storica e di tipologia antica, sostituiscono il precedente sistema di illuminazione fatto da una rete di cavi tesi tra i palazzi che era stato installato negli anni sessanta. Secondo i detrattori del progetto "Zordan", sarebbe stato più opportuno inserire i tradizionali lampioni in stile classico che caratterizzano le piazze storiche e monumentali delle altre principali città venete piccole e grandi, tra cui la vicina Mirano, la stessa Padova, ecc.

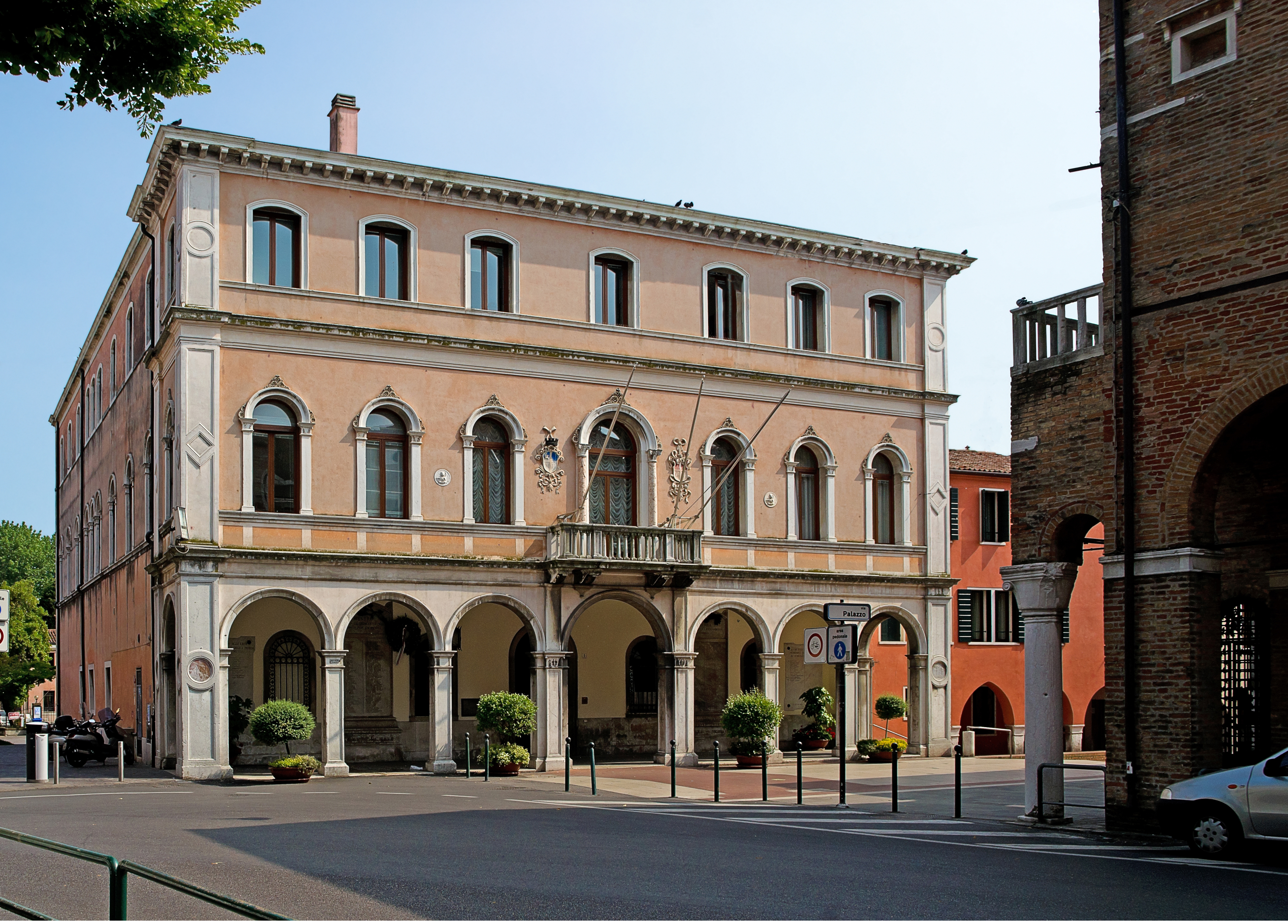
Il Palazzo Podestarile, sede della Municipalità.

In Piazza Ferretto papa Giovanni Paolo II tenne un discorso il 17 giugno 1985 durante la sua visita pastorale a Venezia.
Presso la chiesa dei frati Cappuccini, in via Cappuccina, è custodita l'icona della Madonna del Don, trovata dagli Alpini durante la campagna italiana di Russia. Tale icona è venerata dagli Alpini, che ogni anno nel mese di settembre si ritrovano da tutta Italia per celebrare la ricorrenza, alternandosi tra le varie sezioni dell'Associazione Nazionale Alpini nell'offrire l'olio destinato ad alimentare la lampada votiva per l'anno a seguire.
Altre opere di interesse sono il moderno monumento alla Resistenza di Augusto Murer in Piazza XXVII Ottobre (conosciuta comunemente con il nome di " Piazza Barche", toponimo che ricorda quando il Canal Salso giungeva al centro della piazza collegando Mestre alla Laguna Veneta) e la fontana di Gianni Aricò nella vicina via Piave.
Prospiciente la piazza XXVII Ottobre, sorgono i ruderi dell'edificio Posta di Mestre. L'edificio, ritratto dal Canaletto nell'opera Mestre alle barche, fungeva da ufficio postale e da capolinea sia della diligenza per Vienna sia del corriere imperiale, come molte altre testimonianze storiche della città versa in forte stato di degrado ed è in pratica un rudere. In Piazza Barche sorge anche la colonna raffigurante il leone alato di San Marco, innalzata nel 1886 in ricordo della storica Sortita di Mestre. Dopo un lungo periodo durante il quale è rimasta depositata in un magazzino, tale colonna, asportata dal suo luogo originario per decisione del Comune di Venezia per poter provvedere a dei lavori sulla piazza, è tornata al suo posto nel 2015.
All'imbocco della Piazza Barche vi è la via Teatro Vecchio, il cui edificio (parzialmente rimaneggiato) all'ingresso dell'omonima Galleria è tutto ciò che resta dello storico e famoso Teatro Balbi (inaugurato il 15 ottobre 1778), dall'acustica rinomatissima e meta di pellegrinaggio di tutta la nobiltà veneziana e veneta. Dopo la demolizione avvenuta nel 1811, parti degli arredi (la sala grande, i palcoscenici, i candelabri, gli arredamenti) furono recuperati e riutilizzati nel Teatro alla Scala di Milano..
Alla fine anni 1990 e poi 2000, nei pressi della via Alessandro Poerio e il Ponte della Campana la storica sortita (motivo di particolare orgoglio cittadino, nonché la "11^ Medaglia al Valor Risorgimentale") è stata rievocata, anche con figuranti e manifestazioni di vario tipo, anche all'interno del "settembre Mestrino" (mese celebrativo, che si conclude con la festa del Santo Patrono, San Michele Arcangelo il 29 settembre).

### Architetture religiose
La maggior parte delle chiese di Mestre sono state costruite nel secondo dopoguerra in concomitanza con l'espansione dei quartieri residenziali. Di seguito vengono riportate le chiese nel territorio mestrino.
Duomo di San Lorenzo

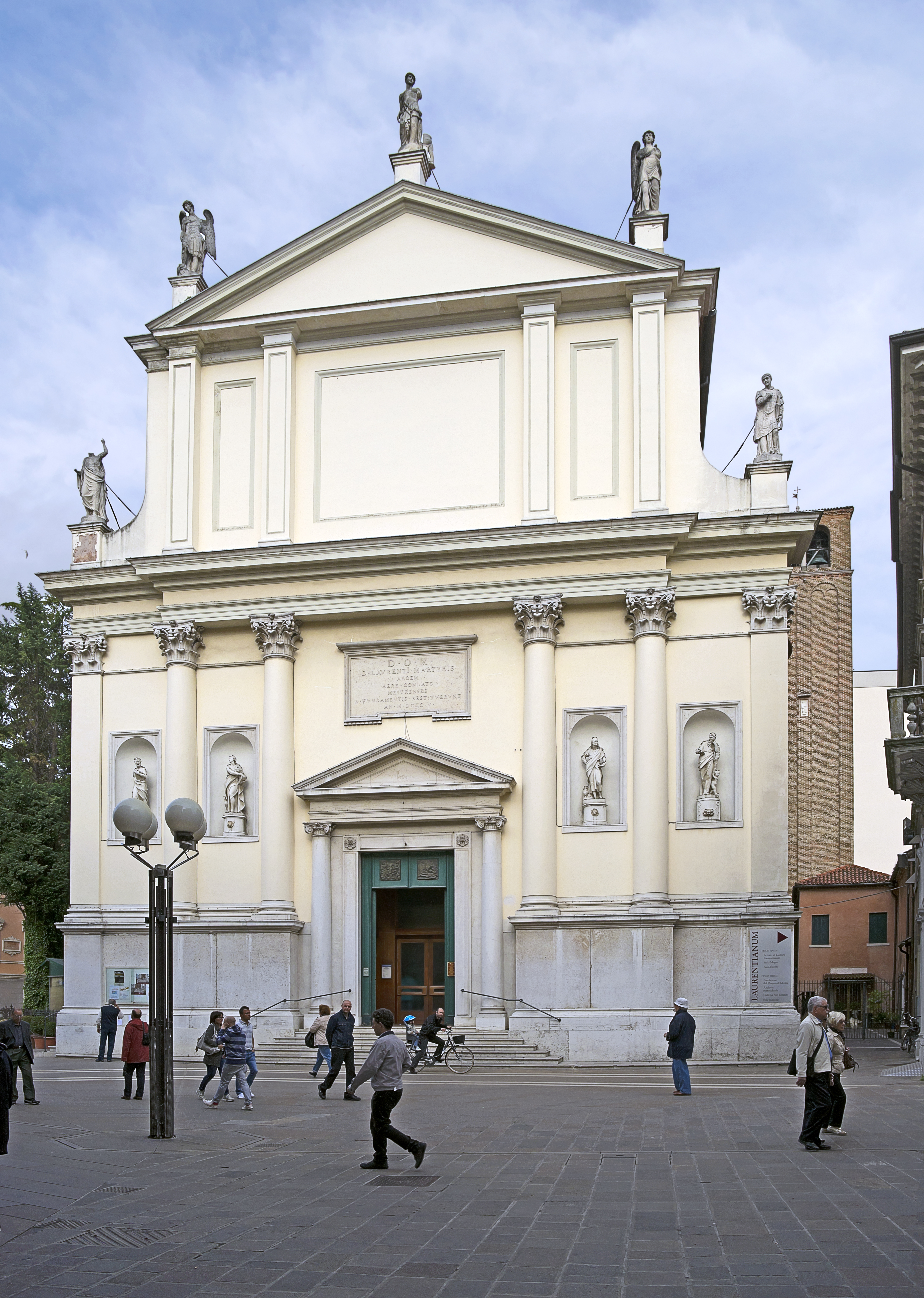
Il Duomo di San Lorenzo

Si tratta di un'antica pieve citata sin dal 1152, appartenente alla Diocesi di Treviso fino al 1927 come tutte le chiese mestrine. L'aspetto definitivo è dovuto alla ricostruzione neoclassica del 1781-1805. Le precedenti costruzioni riflettevano lo stile dell'epoca in cui vennero edificate, con ogni probabilità in stile romanico e gotico. All'interno, opere del Pozzoserrato (pala del monumentale altare maggiore raffigurante i due patroni cittadini San Michele Arcangelo e San Lorenzo Martire), del Diziani e del Canal. Inoltre, la copia (un tempo ritenuta opera originale) di un'importante pala di Cima da Conegliano. Per antica consuetudine, il duomo di San Lorenzo è sede del vicario episcopale per la Terraferma (delegato del patriarca di Venezia).
Chiesa di San Girolamo
È l'edificio religioso più antico della città e l'unico di età medievale ad essere sopravvissuto; risale al 1261, anche se fu più volte rimaneggiato nei secoli successivi. Sorge lungo l'omonima via pedonale dove un tempo erano edificate le mura est del Castelnuovo, di fronte ad un canale derivato dal Marzenego e in epoca moderna interrato. Officiato dai Servi di Maria a partire dal 1349 e quindi affidato alle Figlie della Chiesa, il tempio, che riflette lo stile di passaggio dal romanico al gotico, si trova in una grave situazione di dissesto statico e con varie problematiche di tipo conservativo. Nel giardino adiacente al campanile, in uno stato di abbandono, due preziose lastre sepolcrali in pietra del XIV e XV secolo, raffiguranti, a bassorilievo, le figure giacenti di due frati serviti. Presso l'altare maggiore è collocata una pregiata pala attribuita a Palma il Giovane. Dietro la chiesa, i resti di una delle torri medievali del Castelnuovo (il cosiddetto "torresino"), venuti alla luce durante uno scavo.
Chiesa di Santa Maria di Lourdes
Situata nella centrale via Piave (che collega la Stazione Ferroviaria al centro nell'area del Castelvecchio all'inizio del Terraglio). Subì il bombardamento del 1944: distrutta, fu ricostruita ove'era con gli stessi mattoni.
Chiesa di San Rocco
Sorge lungo via Manin e fu eretta da un gruppo di mercanti come voto per la cessazione della peste nel 1476 e retta dai Francescani. Vi è stata poi stabilita la sede della parrocchia greco-cattolica rumena. Conserva un pregevole interno barocco, restaurato nel 1991. Sulla parete d'ingresso, all'interno, un'antica croce dipinta in monocromo rosso risalente al XV secolo.
Chiesa di Santa Maria delle Grazie
La chiesa e l'annesso convento vennero completati nel 1520 dalle monache benedettine (da cui il toponimo ramo delle muneghe riferito ad un ramo del Marzenego ora parzialmente tombato). Situata presso via Poerio, è sconsacrata e adibita a libreria.
Santuario della Madonna della Salute
Noto anche come Chiesa di Santa Maria della Speranza: in via torre Belfredo. Nata come oratorio dell'antico Ospedale dei Battuti le prime notizie risalgono alla visita pastorale del Vescovo di Treviso del 1634, venne ampliata nel 1676 e nel 1777 elevata a chiesa necessitò ulteriori lavori. A quel tempo aveva un semplice facciata coronata dal timpano ed un ampio portico sulla strada. Nel 1882 si pensò di riedificarla ma solo nel 1898 fu demolita e poi finita 1906 sul progetto postumo dell'architetto Raffaele Cattaneo. Verso la fine del novecento fu completata con estesi dipinti murali e la Via Crucis di Ernani Costantini e le vetrate di Anzolo Fuga.
Altre chiese
La chiesa del Sacro Cuore (1970), dalla caratteristica e alquanto discussa architettura "post-conciliare" formata da due vele discendenti alte quaranta metri. Vi è inoltre chiesa dei Cappuccini (1967), costruzione in stile neo-romanico che ha inglobato l'antica chiesetta dei frati datata 1619 e dedicata a San Carlo Borromeo, quasi interamente demolita. Dell'antica costruzione secentesca rimangono il piccolo campanile e la mura prospiciente via Cappuccina. Meritano un cenno anche la chiesa dei Santi Gervasio e Protasio, a Carpenedo, antica pieve indipendente dal Duomo di Mestre, citata dal 1152 e ricostruita nel 1852 in stile neogotico e la parrocchia di San Giovanni Evangelista (1968) contenente la corona misterica dipinta da Kiko Argüello. Al Santo Patrono della città è dedicata la chiesa di San Michele Arcangelo situata nella municipalità di Marghera.

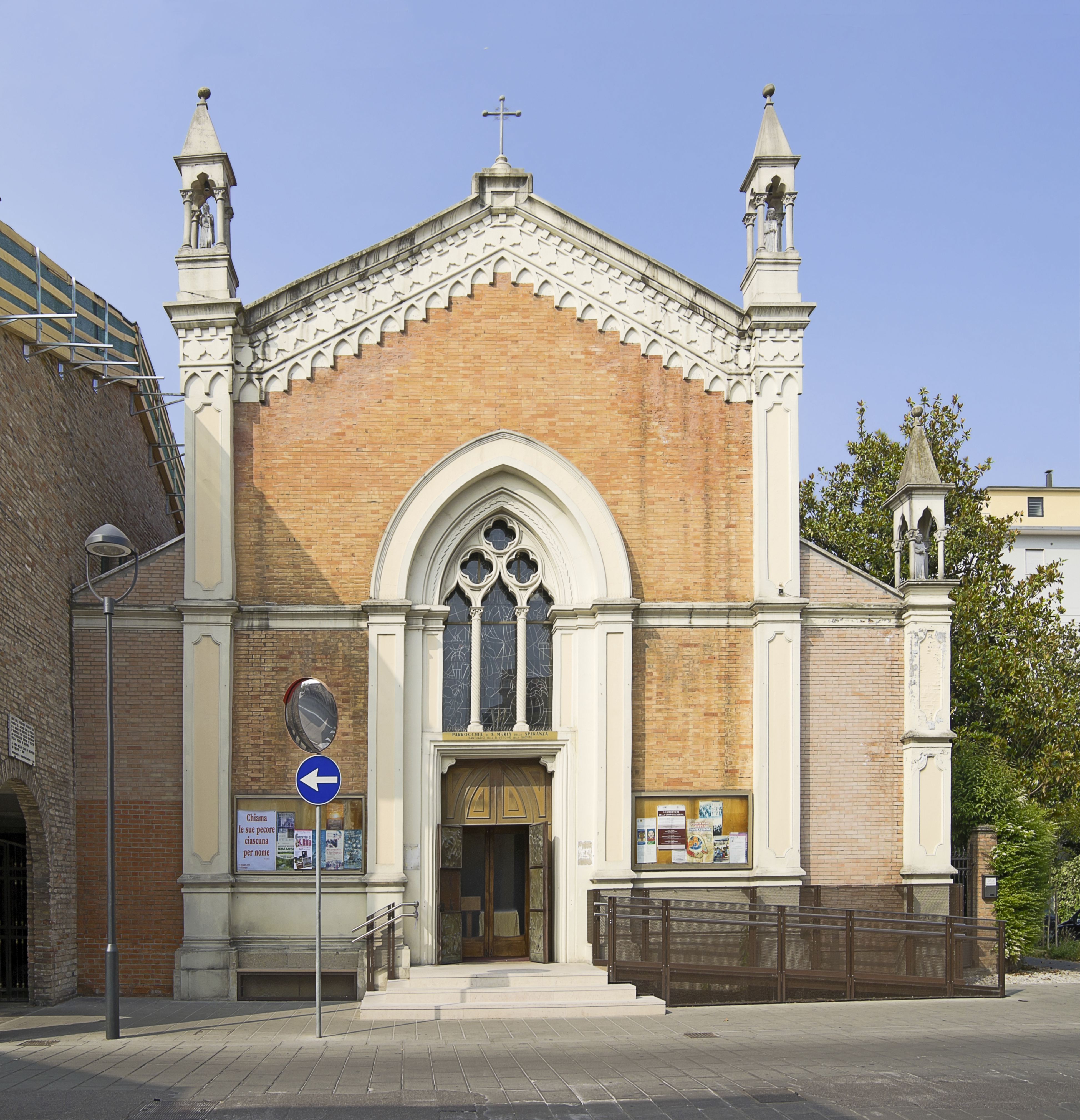
Chiesa di Santa Maria della Salute
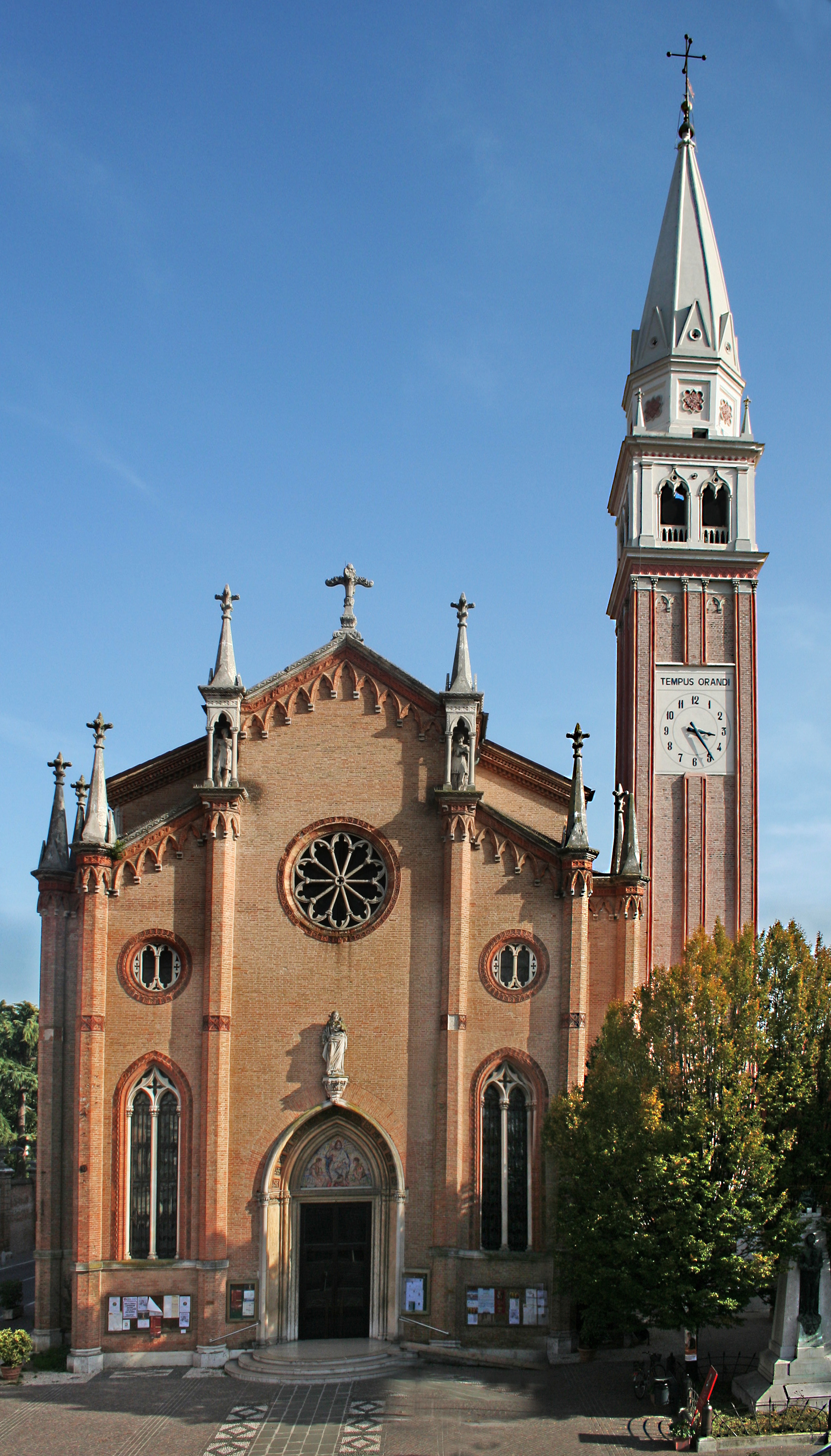
Chiesa dei Santi Gervasio e Protasio, nel quartiere di Carpenedo
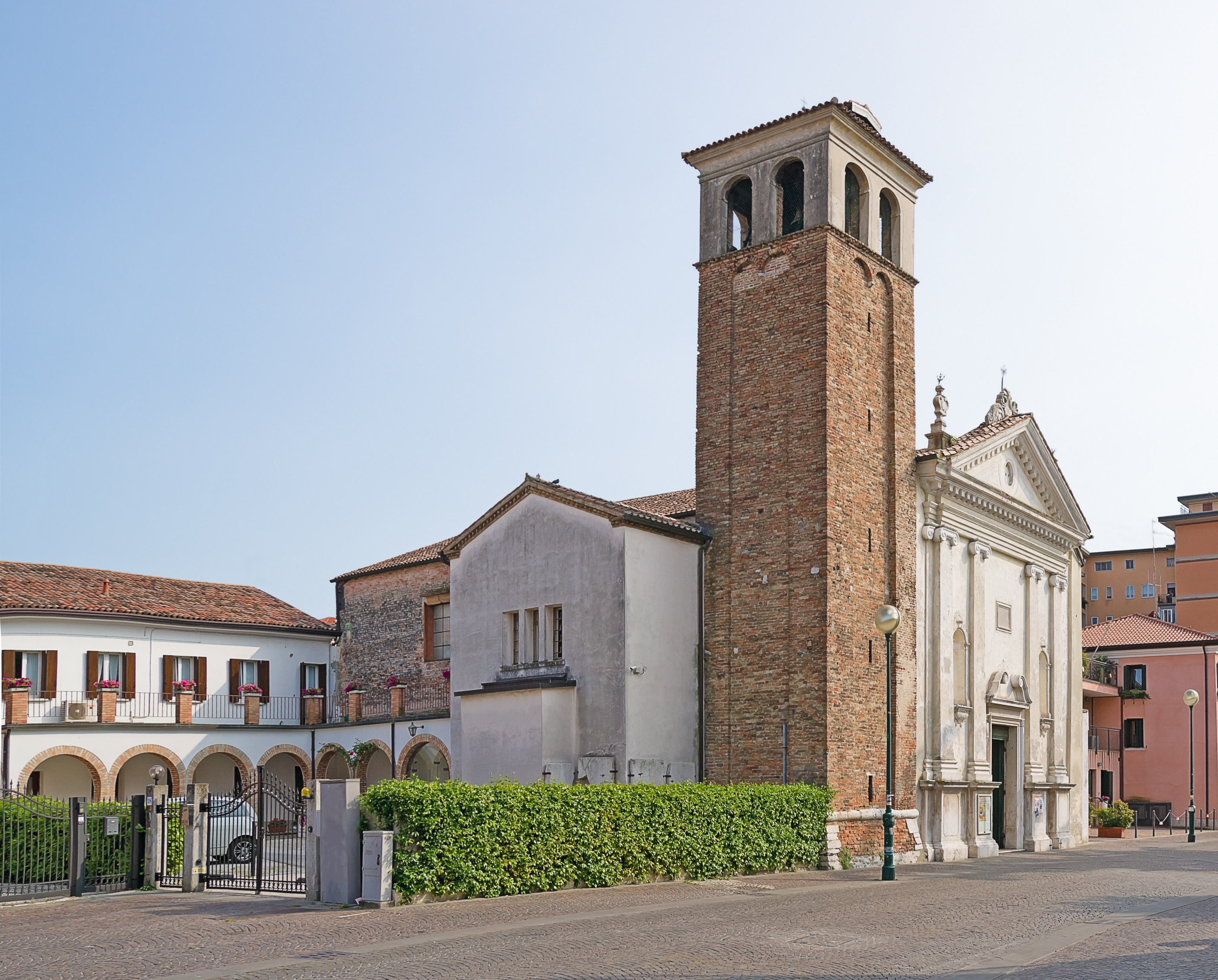
Chiesa di San Girolamo
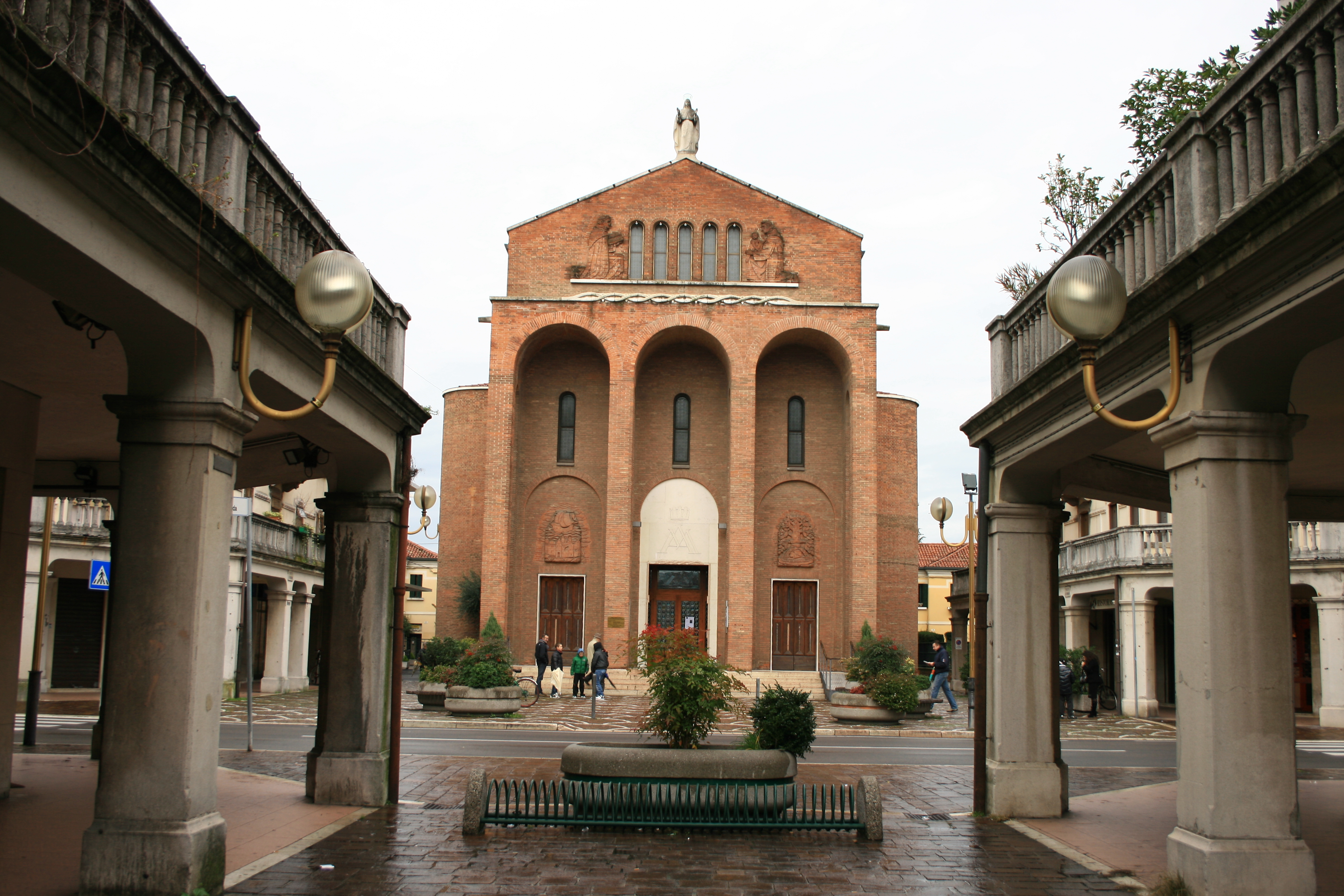
Chiesa di Santa Maria di Lourdes

### Architetture civili
Quando la Serenissima, si espanse anche nella terraferma, costituendo lo Stato da Tera, molti membri del patriziato cominciarono ad occuparsi di agricoltura: presso il loro podere, avevano l'usanza di edificare la propria villa. Queste ville avevano uno stile particolare nella costruzione del giardino, chiamato giardino veneto che si sviluppava in paesaggi pianeggianti a forma rettangolare o quadrata. Il giardini di questo tipo venivano divisi in aiuole da viali perpendicolari in asse con la villa, erano decorati con statue e piante in grandi vasi di cotto, con un confine con i campi circostanti non chiaramente definito. Per la vicinanza a Venezia, il territorio mestrino fu uno dei primi coinvolti in questo fenomeno e tuttora vi si ergono numerosi palazzi signorili anche se, in molti casi, la struttura dei giardini alla veneta ha subito un rimpicciolimento per via degli elevati costi di gestione e dalla spinta edilizia. La recente espansione urbana ne ha inglobato la maggior parte nella conurbazione, ma si tenga presente che, originariamente, si trovavano tutti in aperta campagna.
Tra le ville più centrali si ricordano:
- villa Erizzo (XVII secolo), affacciata su piazzale Donatori di Sangue (già Foro Boario), è interamente circondata da edifici moderni, ma in passato le erano annessi quasi 5.000 mq di parco. Conserva alcuni affreschi del Settecento di tema bucolico, attribuibili ad Andrea Urbani. Le è annessa anche una cappellina privata dedicata alla Vergine (1686), dove papa Pio VI, ospite dei proprietari, vi celebrò una Messa (1782). L'edificio fu in seguito molto rimaneggiato e assunse l'aspetto definitivo quando furono completati gli ampliamenti (1939) voluti da Giuseppe Volpi per farne la sede di terraferma della società elettrica SADE. Dal 2013, in seguito a un restauro, la villa ospita la sede della biblioteca centrale del Comune di Venezia (VEZ).

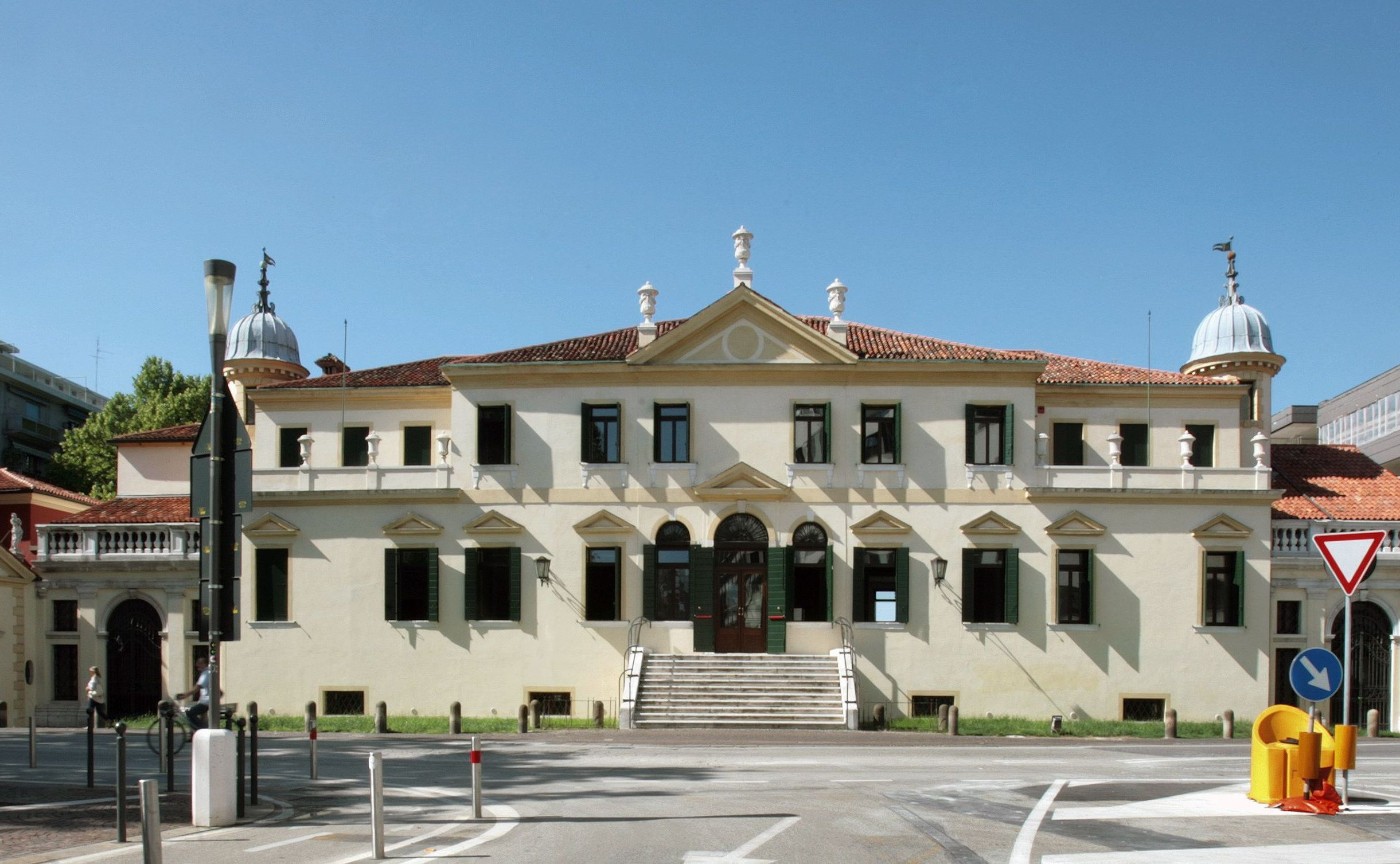
Villa Erizzo, sede della Biblioteca di Mestre in Via Giosué Carducci.

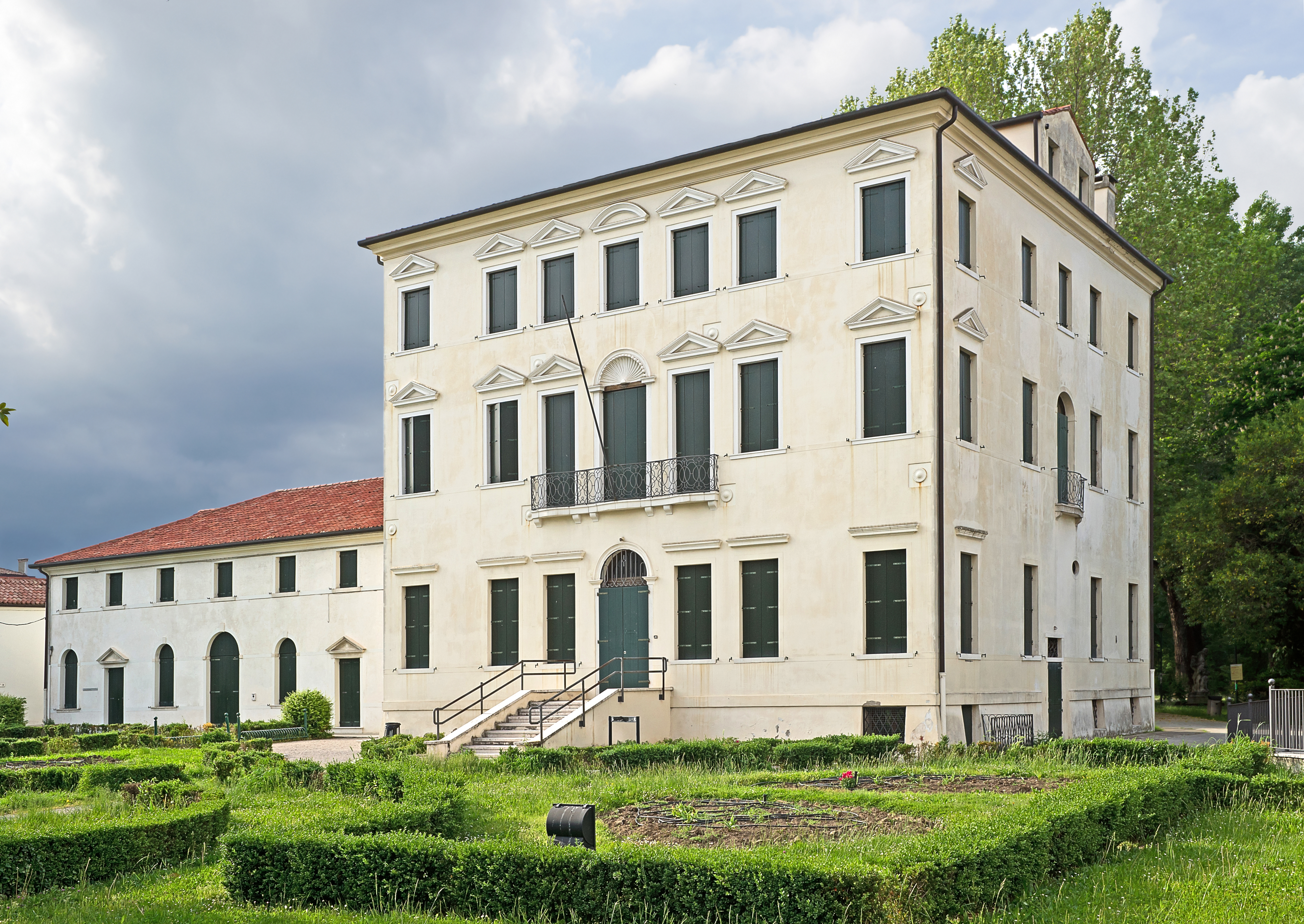
Villa Querini, tra via Verdi e via Circonvallazione.

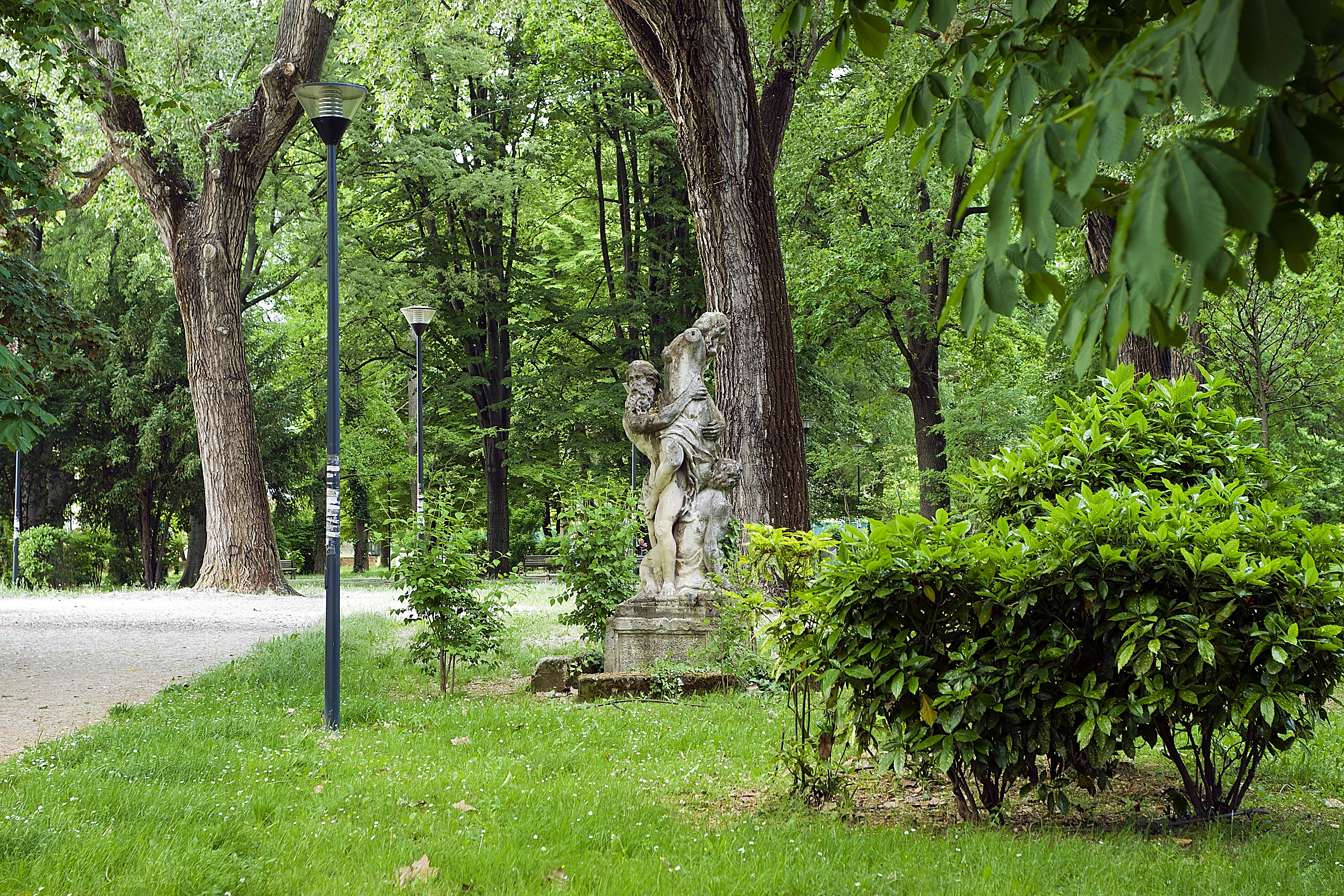
I giardini di Villa Querini, in via Circonvallazione.

- Villa Querini, tra via Verdi e via Circonvallazione. I giardini di Villa Querini, in via Circonvallazione.villa Querini (XVIII secolo), si trova all'angolo tra via Verdi e via Circonvallazione. Fu costruita allo scopo di diventare una casa di villeggiatura nel 700 partendo dallo scheletro di un edificio appartenuto a Tommaso Querini ma poi distrutto da un incendio. Appartenuta ai Querini Stampalia fino al 1869, è di proprietà comunale: gli interni sono adibiti a uffici, mentre il parco è un giardino pubblico. È un edificio su tre piani con una distribuzione interna settecentesca. Gli ultimi due piani hanno finestre decorate con timpani triangolari. Nel parco, nella zona nord, è posta una statua che rappresenta il ratto delle Sabine trasferita dal parco di Villa Erizzo.
- villa Della Giusta, in via Torre Belfredo, costruita dai Contarini (seconda metà del XVIII secolo), è sede dell'Istituto Parini. Sulla facciata sono poste sei lesene ioniche e al di sopra c'è un timpano triangolare. La villa è adiacente alle mura medievali del Castello di Mestre, infatti nel giardino si trovano ancora alcuni resti delle mura del Castelnuovo.
- villa Settembrini, situata in via Carducci, è un edificio tardo (seconda metà dell'Ottocento) di dimensioni modeste e dalle linee semplici, riporta infatti lo schema veneto nella facciata, con un timpano triangolare e un abbaino al centro. Arnaldo Settembrini la donò per farne una fondazione culturale, ospita la sede della Fondazione Gianni Pellicani.
- villa Ponci, con gli attigui parco e laghetto, è stata rasa al suolo nel 1951 e al suo posto sorgono dei condomini e un parcheggio. Resta il toponimo "via parco Ponci" luogo dove avviene il mercato bisettimanale cittadino.
- villa Uccelli è una piccola villa settecentesca a pianta veneziana situata in Via Bissa. Elegante struttura con un abbaino con timpano triangolare, la villa possiede anche un prolugamento laterale e un giardino che la distanzia dalla strada.
- Ca'Zen fu edificata dalla Famiglia Zen, nel 1750. Venne utilizzata per ospitare un'osteria con locanda. Nel 1818 venne demolita e ricostruita da Alba Corner Balbi che utilizzò lo stabile per farne un Casino per le vacanze chiamato Casino Bandiera; l'edificio è poi diventato un condominio. Prima della demolizione la villa era di forma quadrata con quattro torri di guardia.
- villa Ceresa è collocata lungo Via Miranese, l'importante strada provinciale che, passando per Mirano, conduce a Padova. È occupata da uffici comunali che sono stati alloggiati lì dopo il restauro del 1997. Nota per la manifestazione Villa Ceresa in fiore che si svolge a fine marzo.Veduta frontale di Villa Ceresa

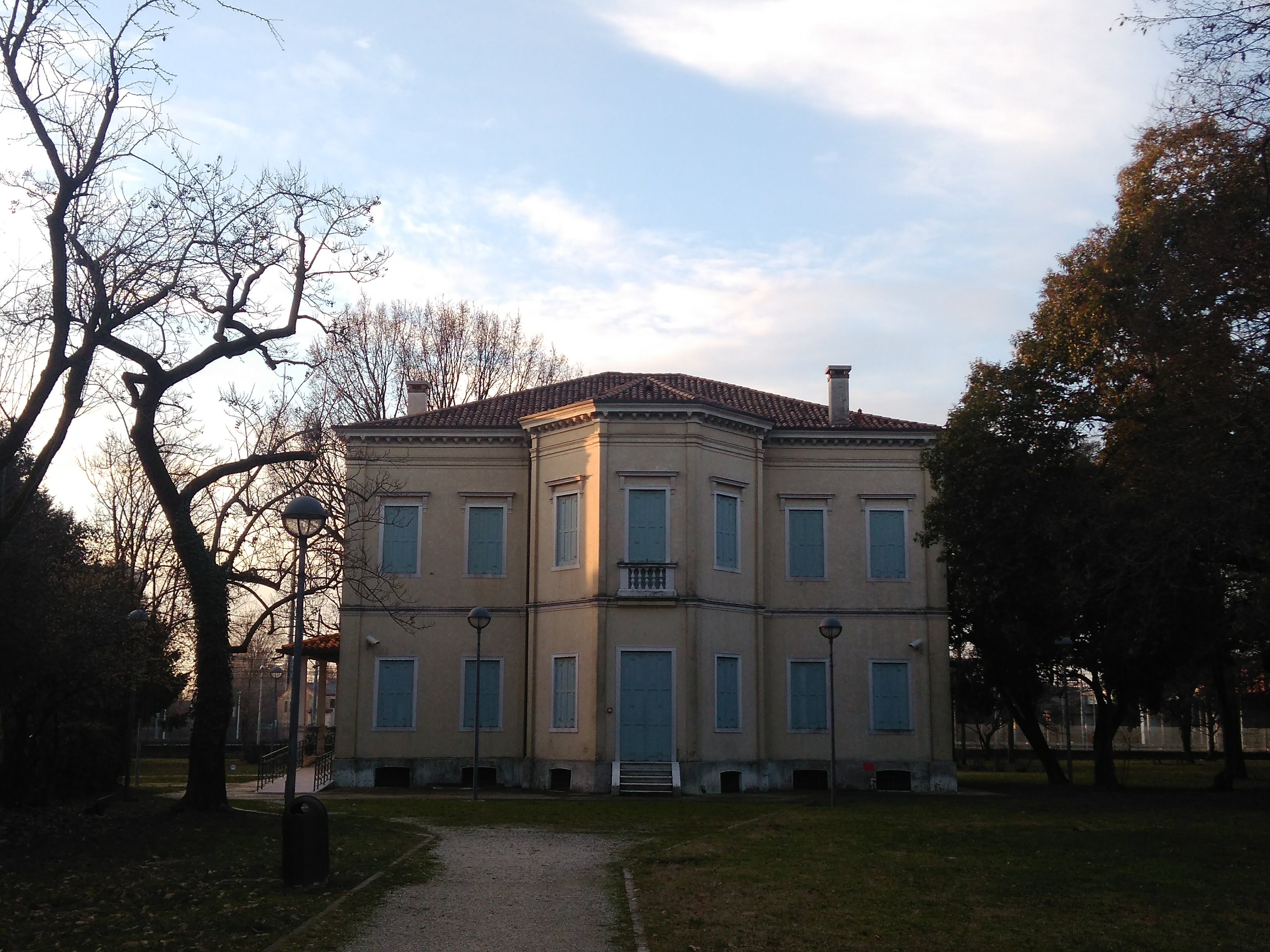
Veduta frontale di Villa Ceresa

- villa Marinoni Franchin, sede dell'Assessorato alle Politiche Giovanili del Comune di Venezia, dell'Informagiovani e del Centro Donna. La villa è del 1747 realizzata in sile liberty, ha un grande parco che viene spesso usato per manifestazioni dedicate ai giovani.
- villa Caffi localizzata in via Trezzo è probabilmente una struttura settecentesca. La villa è su due piani con abbaino coronato da timpano triangolare.
- villa Matter caratterizzata da un ampio parco e da un tempio esagonale con tetto a pagoda realizzato da Ippolito Caffi nel 1865.
- villa Malvolti, abitazione di stile classico settecentesco che è stata costruita su un precedente edificio cinquecentesco. È formata da tre piani con due ali laterali; possiede inoltre un parco al cui interno è presente un oratorio del 1775.
- villa Traldi costruita nel XVI secolo presenta una pianta tripartita con timpani regolari sulle facciate e una barchessa aggiunta nell'Ottocento.
- villa Bragadin, già Villa Luca Grimani, il cui impianto originale risale al 1640, data che si può desumere anche dalle incisioni presenti sul portale della Villa stessa. Della villa originale rimane solo il corpo centrale con un elegante trifora decorata con colonne ioniche, sull'architrave è scritto Quieti genio et amici dictata (Dedicata al quieto genio e agli amici). Recentemente è stata oggetto di profondo restauro e al suo interno sono ancora visibili alcuni stucchi originali e solai lignei decorati.
- villa Grimani fu realizzata a fine Settecento su un edificio precedentemente costruito per uso agricolo. L'edificio è semplice, nell'interno al piano nobile e sulla scala centrale sono mantenuti alcuni stucchi originali. La villa è sede di studi privati e uffici, la barchessa è invece stata adibita a garage e abitazioni.
- villa Cecchini Morosini è ubicata in Via Miranese, poco prima del cavalcaferrovia della Giustizia in direzione Mirano. La villa settecentesca deve il suo nome al ramo Veneziano della famiglia Cecchini Morosini.
- villa Gatto è ubicata presso la periferia di Mestre.

La Galleria Matteotti, situata tra il Teatro Toniolo, Via Poerio e Piazza Ferretto, è uno degli ultimi esempi di stile Liberty del centro di Mestre assieme al Cinema Excelsior ora in disuso.
Tra gli edifici civili moderni è rilevante la Hybrid Tower Mestre, inaugurata nel novembre 2016, che è il grattacielo più alto del comune di Venezia.

### Architetture militari

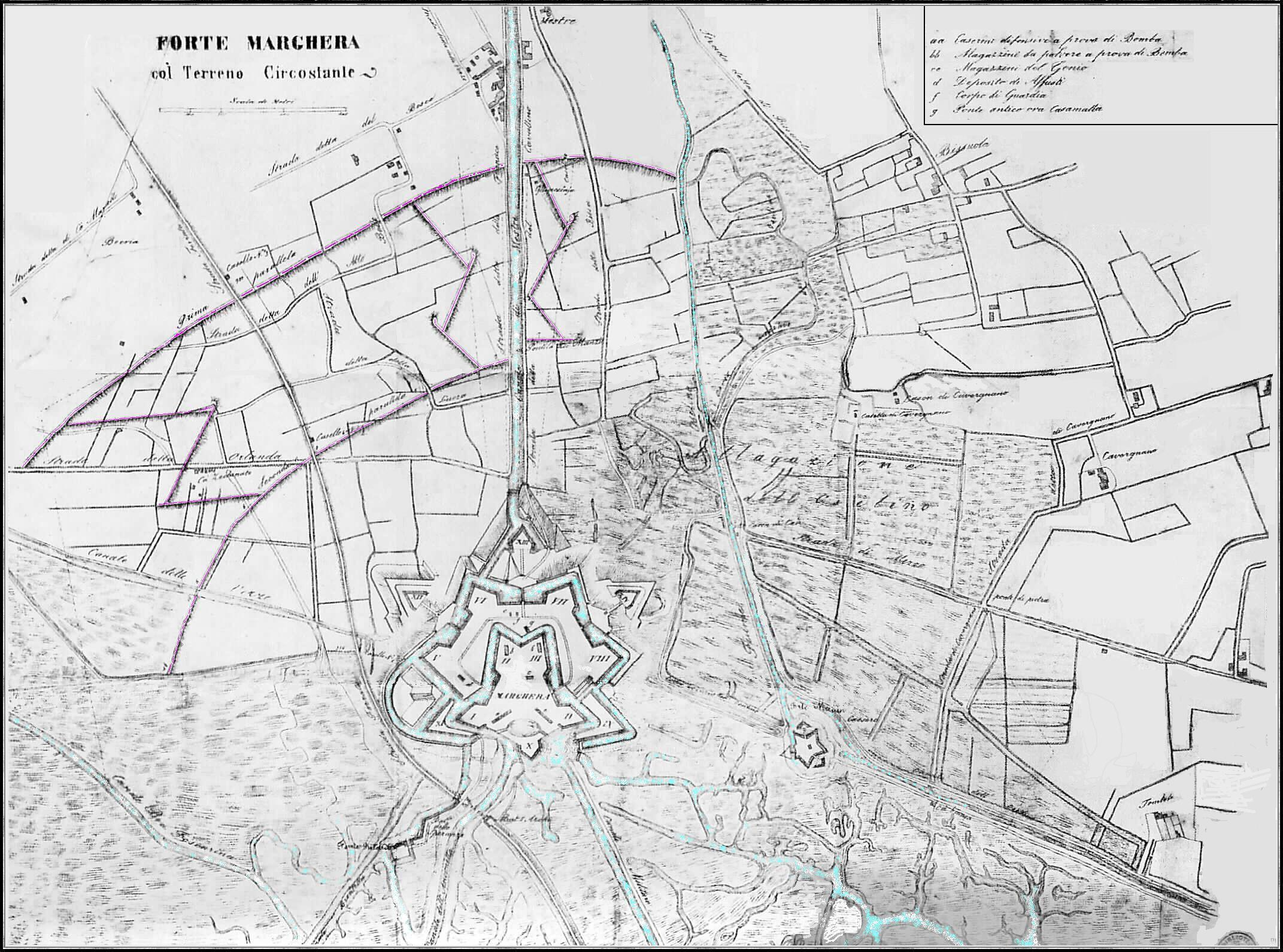
Antica pianta del Forte Marghera, principale caposaldo del campo trincerato di Mestre.

In tutta la terraferma veneziana sono presenti numerosi forti realizzati nel corso del XIX secolo e nei primi anni del XX secolo che costituivano il campo trincerato di Mestre. I lavori per la costruzione del campo, costituito da dodici forti, iniziarono nel 1883 per poi essere terminati nel 1912. Tuttavia, già a partire dal 1915 il campo fu disarmato vista l'inadeguatezza nel far fronte alla Grande Guerra. Dopo la dismissione militare, i forti rimasero inaccessibili per molti decenni; nel 1995 il comune di Venezia ottenne dal Demanio Militare la concessione temporanea di alcuni forti e sette di essi sono stati definitivamente acquistati dal comune.
Tra i principali forti vi sono:
Forte MargheraÈ il più grande di essi, antecedente di quasi un secolo la creazione dello stesso campo. Si estende per 48 ettari in un'area posta tra la città e la laguna, vicino al parco di San Giuliano. Costruita per scopi militari, la struttura fu poi abbandonata e nella seconda metà del 2008 è stata acquistata dal comune, mettendo così a disposizione dei cittadini una grande area verde all'interno della città.
Forte CarpenedoCostruito a nord del precedente, è posto sulla via di accesso a Venezia proveniente da Treviso e si estende per diciotto ettari. Il forte è situato in prossimità del bosco di Carpenedo, una parte del bosco di Mestre.
Forte GazzeraCompletato nel 1886, si trova a nord-ovest di forte Marghera nell'omonimo rione; è sede del Museo delle attività umane tradizionali dell'entroterra veneziano.
Altri sitiFra gli altri forti situati nell'area di Mestre vi sono forte Sirtori, forte Mezzacapo, forte Manin, forte Rossarol, forte Pepe, forte Cosenz, forte Tron e forte Poerio.

### Aree naturali
Mestre conta due grandi parchi urbani:
- il Parco Alfredo Albanese (dedicato al vicequestore ucciso dalle Brigate Rosse) chiamato popolarmente parco della Bissuola ha un'estensione di 33 ettari e ospita alcuni campi sportivi, una palestra e una piscina comunale.

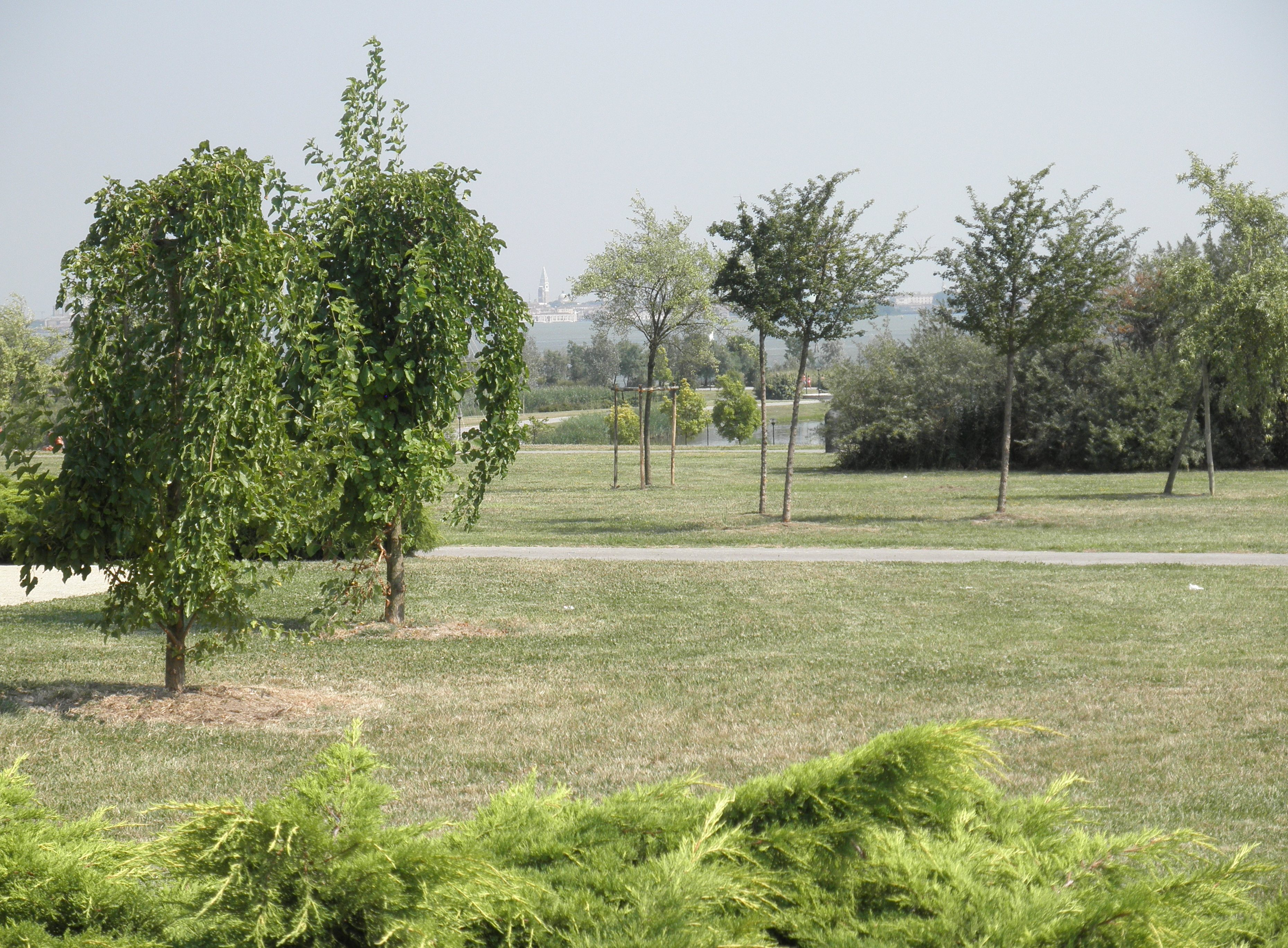
Il Parco di San Giuliano.

- il Parco San Giuliano prospiciente la Laguna è stato inaugurato l'8 maggio 2004, si estende per 74 ettari ma, secondo il piano guida del parco, si estenderà per ben 700 ettari, di cui 475 ettari di terreno e 225 di canali, barene e laguna, risultando quindi il più vasto parco urbano italiano[68].
- il Parco Catene: un'area di 8 ettari inaugurata nel 2010, che è la terza più estesa di Mestre dopo quelli di Bissuola e San Giuliano[69][70] Dal gennaio 2020 ospita la prima area giochi pubblica in Veneto attrezzata per persone diversamente abili.[71][72]

Altri parchi di minori dimensioni sono il parco del Piraghetto, il parco Allende, i giardini di Villa Querini e il parco Sabbioni che nel novembre del 2012 è stato raso al suolo per metà a causa dei lavori della stazione ferroviaria di Mestre Gazzera.
Il Bosco di Mestre è un bosco periurbano che nasce da un'idea di Gaetano Zorzetto (prosindaco di Mestre e politico locale dal 1970 al 1995) e si compone di parecchie aree ex agricole riforestate di diversa ampiezza alcune vicine altre un po' più distanti tra loro, ma con il progetto di essere tutte collegate da percorsi ciclo-pedonali. Si sviluppa in tutta la terraferma.
Le aree completate e fruibili sono:

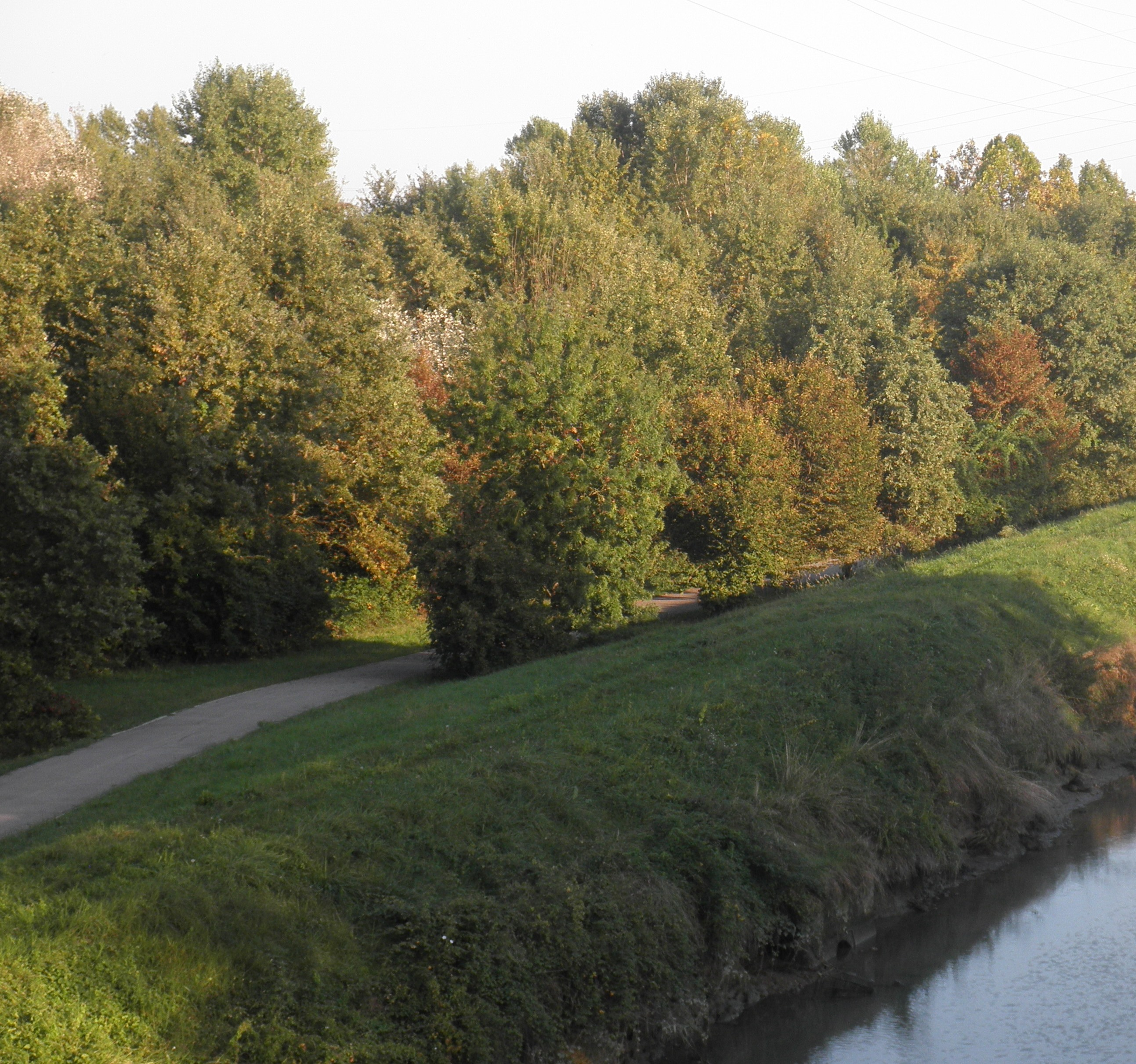
Parte del Bosco dell'Osellino, a ridosso del quartiere Pertini.

- Bosco Zaher (situato tra le località di Favaro e Dese), 44 ettari;
- Bosco Ottolenghi (situato tra le località di Favaro e Dese), 20 ettari, piantato nel 1997-1999, dedicato alla memoria di Adolfo Ottolenghi rabbino veneziano deportato e ucciso ad Auschwitz;
- Bosco di Carpenedo (ultimo residuo dell'antica foresta planiziale che ricopriva l'intero entroterra mestrino, situato a ridosso della SR 14 di Mestre ex SS 14 bis) 10 ettari, deriva da un boschetto tagliato nella seconda guerra mondiale e ricresciuto spontaneamente, ampliato nel 1997-1999.
- Bosco dell'Osellino (situato lungo l'omonimo canale, a ridosso del quartiere Pertini) 8,1 ettari, piantato nel 1994;
- Bosco di Campalto (situato nella omonima località) 6,7 ettari;

Le Aree Querini sono diverse zone ex agricole acquistate dal comune di Venezia nel 2003, con usufrutto trentennale, dalla Fondazione Scientifica Querini Stampalia (che aveva iniziato l'opera di rimboschimento già nel 1997). L'estensione complessiva è di 200 ettari, dei quali 64 già riforestati e aperti al pubblico (corrispondenti ai boschi Zaher ed Ottolenghi).
Nel 2006 sono iniziati gli impianti dei cosiddetti nuovi boschi, comprendenti il Bosco Campagnazza (situato a ridosso della Diramazione aeroporto "Marco Polo") 25 ettari e il Bosco Zaher (aperto nell'ottobre 2010) 40 ettari.
Completano l'opera i due boschi privati Bosco del Montiron (nei pressi dell'abitato di Ca' Noghera) e il Bosco della Malcontenta (nell'omonima località). Gli impianti, iniziati nel 1993, continuano ancora e sono composti principalmente da farnie, carpini, aceri, frassini, pioppi, tigli e salici. All'interno delle aree già inaugurate esistono zone umide, zone ricreative, culturali e percorsi naturalistici. A lavori ultimati, con i suoi 1400 ettari di superficie, il Bosco di Mestre sarà il bosco periurbano più grande d'Italia.
La presenza di un bosco planiziale porta anche molti vantaggi come il consolidamento del terreno, la possibilità di utilizzare il bosco come area di alluvionamento programmato, di fungere da filtro per la depurazione per affinare l'acque reflue derivanti dagli impianti di depurazione ad ifine combattere l'effetto serra con l'azione di stoccaggio della CO2 nei tessuti legnosi, la quale è anche riconosciuta economicamente attraverso i meccanismi del protocollo di Kyoto del 2005 dove i 'carbon credits' prodotti dalla foresta possono essere valutati economicamente e utilizzati come commodity.
In questo progetto di riqualificazione ambientale c'è la volontà di reinserire, nel territorio, l'ambiente boschivo che caratterizzava l'area di Mestre fino alla fine della Repubblica di Venezia, infatti la quasi completa deforestazione è stata effettuata nei successivi 200 anni con un apice nel dopoguerra.
Mestre, essendo ricca sia di zone umide e paludose (nel parco San Giuliano e nelle zone lagunari) sia di zone boschive e campestri, è particolarmente ricca di specie diverse di uccelli. Molte di queste specie si sono perfettamente adattate all'ambiente urbano, e si possono incontrare di frequente anche nel centro della città, nei parchi e nei giardini. Gli uccelli di città più comuni sono il colombaccio, la tortora dal collare, il merlo, la cornacchia grigia, la gazza, la ghiandaia, la cinciallegra, il fringuello e il pettirosso, quest'ultimo però presente solo come svernante. Molte infatti sono le specie, soprattutto di passeriformi, che svernano in città dopo aver passato l'estate, generalmente, nelle montagne veneto-trentine. Tra queste, oltre a cince, fringuelli e a pettirossi, anche il codirosso spazzacamino, molto frequente in inverno nelle terrazze del centro in cerca di briciole, e stormi di cardellini e lucherini, che spesso si nutrono in gruppi misti con fringuelli dei semi di storace. Altri comuni passeriformi svernanti sono il regolo, lo scricciolo, il luì piccolo e specie più rare come la cinciarella o addirittura occasionali come la cincia mora.

## Società

### Evoluzione demografica
Il seguente grafico riporta l'evoluzione demografica del comune di Mestre sino alla sua soppressione nel 1926.
Abitanti censiti

### Santo patrono, tradizioni e folclore
Il patrono di Mestre è l'arcangelo Michele, anche se il duomo cittadino è intitolato a San Lorenzo martire, che è solo un patrono secondario (un tempo esisteva una fiera che si teneva il 10 agosto, tradizionale festa del Santo).
Celebre la storica disputa con la vicina città di Mirano, che pure ha in San Michele il proprio patrono, relativamente alla fiera cittadina che entrambi i centri (distanti tra loro una decina di chilometri) reclamavano negli stessi giorni. Per evitare una concorrenza tra i due paesi, una deliberazione del Senato Veneto, nel 1477, stabilì che Mirano avrebbe anticipato i festeggiamenti del patrono ai giorni a ridosso di San Matteo (21 settembre), con l'omonima grande fiera, tuttora molto famosa. Mestre avrebbe invece fissato definitivamente la propria fiera nei giorni a cavallo di San Michele Arcangelo (29 settembre).
La tradizione popolare rievoca questo curioso episodio della storia locale, che vide scontrarsi i divergenti interessi di queste due storiche cittadine dell'entroterra veneto, come "il patto dei gnocchi". Narra infatti la leggenda che i miranesi furono astutamente convinti dai mestrini a "cedere" loro il giorno di San Michele per la fiera in cambio di un gustoso piatto di gnocchi offerto in osteria ai capifamiglia di Mirano.
A partire dagli anni Ottanta, il comune di Venezia, dopo aver fatto spostare il luna park in un'area periferica della città (via Torino e viale S. Marco), ne decise l'abolizione definitiva. I festeggiamenti della città per il patrono sono poi stati limitati ad una messa solenne del patriarca nel duomo di San Lorenzo e all'alzabandiera in piazza Ferretto alla presenza del sindaco di Venezia e delle autorità militari di zona.

## Cultura

### Istruzione

#### Scuole
A Mestre si contano numerose scuole secondarie di secondo grado (le ex "superiori") dislocate in varie zone della città: il liceo classico Raimondo Franchetti; due licei scientifici (Bruno e Morin - quest'ultimo dal 2016 è diventato anche liceo sportivo e dal 2017 anche liceo linguistico); un liceo linguistico (Stefanini); un liceo scientifico tecnologico; un liceo delle scienze sociali; un liceo psicopedagogico; un liceo artistico (ex istituto d'arte) e di svariati istituti tecnici e professionali sia statali che privati i quali attirano in città numerosi studenti e docenti dalle varie zone della conurbazione mestrina, da Venezia e dai comuni attigui.
Uno di questi Istituti Tecnici, è l'ITIS Pacinotti, che fu un istituto importante nel dopoguerra perché assicurava alle fabbriche di Porto-Marghera periti chimici ben preparati. Ora, il Pacinotti, si è unito all'Istituto per geometri "Massari", creando così un Istituto Tecnico Industriale. Un altro istituto tecnico è lo Zuccante, scuola per informatici ed elettronici. È inoltre presente l'I.I.S. "Gritti-Foscari", Istituto Tecnico turistico e commerciale.

#### Biblioteche
La Biblioteca civica di Mestre, istituita nel 1952, ha sede in villa Erizzo, acquistata nel 2008 dal comune di Venezia e situata nel centro della città ed è attiva dal 16 marzo 2013. Il Sistema offre alla città altre nove biblioteche dislocate nelle varie zone del territorio mestrino.

#### Università
A Mestre si trovano la sede di infermieristica dell'Università di Padova e il Laboratorio di Scienza delle costruzioni dell'Università IUAV di Venezia.
In via Torino è in costruzione una cittadella universitaria che verrà a costituire il polo scientifico dell'Università "Ca' Foscari" di Venezia, riunendo i dipartimenti di informatica, di chimica, di scienze ambientali e di chimica-fisica, poi divisi tra Mestre e Venezia. Il progetto, redatto dallo Studio Mar, prevede la realizzazione di sette edifici, il più alto dei quali arriverà a 44 metri e ospiterà la Presidenza, la biblioteca e l'auditorium..

### Musei

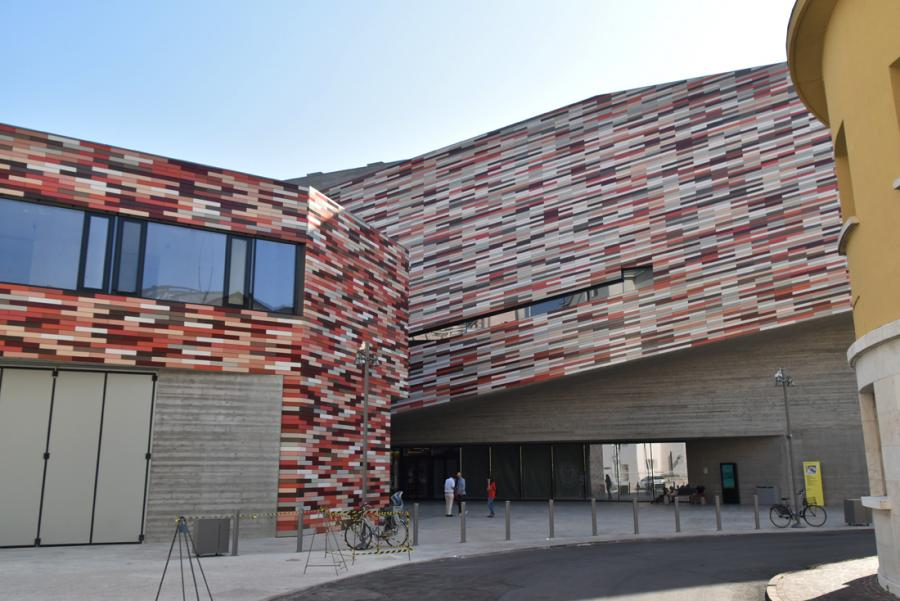
Museo M9 aperto il 1º dicembre 2018

Nel 2018 è stato inaugurato il Museo M9, un progetto che interessa un'area di circa 9000 m² collocata nel centro di Mestre tra le vie Poerio, Brenta Vecchia e Pascoli, più precisamente nelle aree denominate ex caserma Matter, ex caserma Pascoli ed ex proprietà Volpato. Il Museo ha un'esposizione permanente (Museo del Novecento), varie esposizioni temporanee, un auditorium e una mediateca.
Obiettivi dell'intervento sono stati: la riqualificazione dell'area, rendendo accessibili al pubblico luoghi finora non fruibili, la convivenza di edifici storici con nuove architetture e la creazione di un polo culturale per la città.

### Media

#### Stampa
A Mestre ha sede Il Gazzettino, per diffusione ottavo quotidiano italiano e il primo del Triveneto, che propone varie edizioni locali (tra le quali una dedicata a Mestre, comprendente notizie e cronache locali e dal territorio). Altro quotidiano importante è La Nuova Venezia del Gruppo Editoriale L'Espresso.
In città si pubblicano inoltre i giornali gratuiti Piazza Maggiore (organo della chiesa di Mestre) e L'Incontro (organo di stampa di varie associazioni solidali della città).

#### Radio
A Mestre hanno visto la luce diverse emittenti storiche dell'area come Radio Mestre, Beautiful Radio, Super Radio, Radio Carpini e Radio Base Popolare Network.
La radio che ebbe più successo negli anni 70 fu Radio Venezia, nella storica sede di Rampa Cavalcavia, protagonista assoluta della nascente epoca delle "radio libere". Si distinse anche per l'organizzazione di diversi eventi e spettacoli pubblici (con enorme partecipazione degli ascoltatori provenienti da tutto il Veneto).

#### Televisione
In Mestre si trova la sede dell'emittente Televenezia. Le stazioni televisive Antenna Tre Nordest, Tele Alto Veneto, 7 news e Rete Veneta propongono altresì programmi dedicati al territorio mestrino.

### Teatro

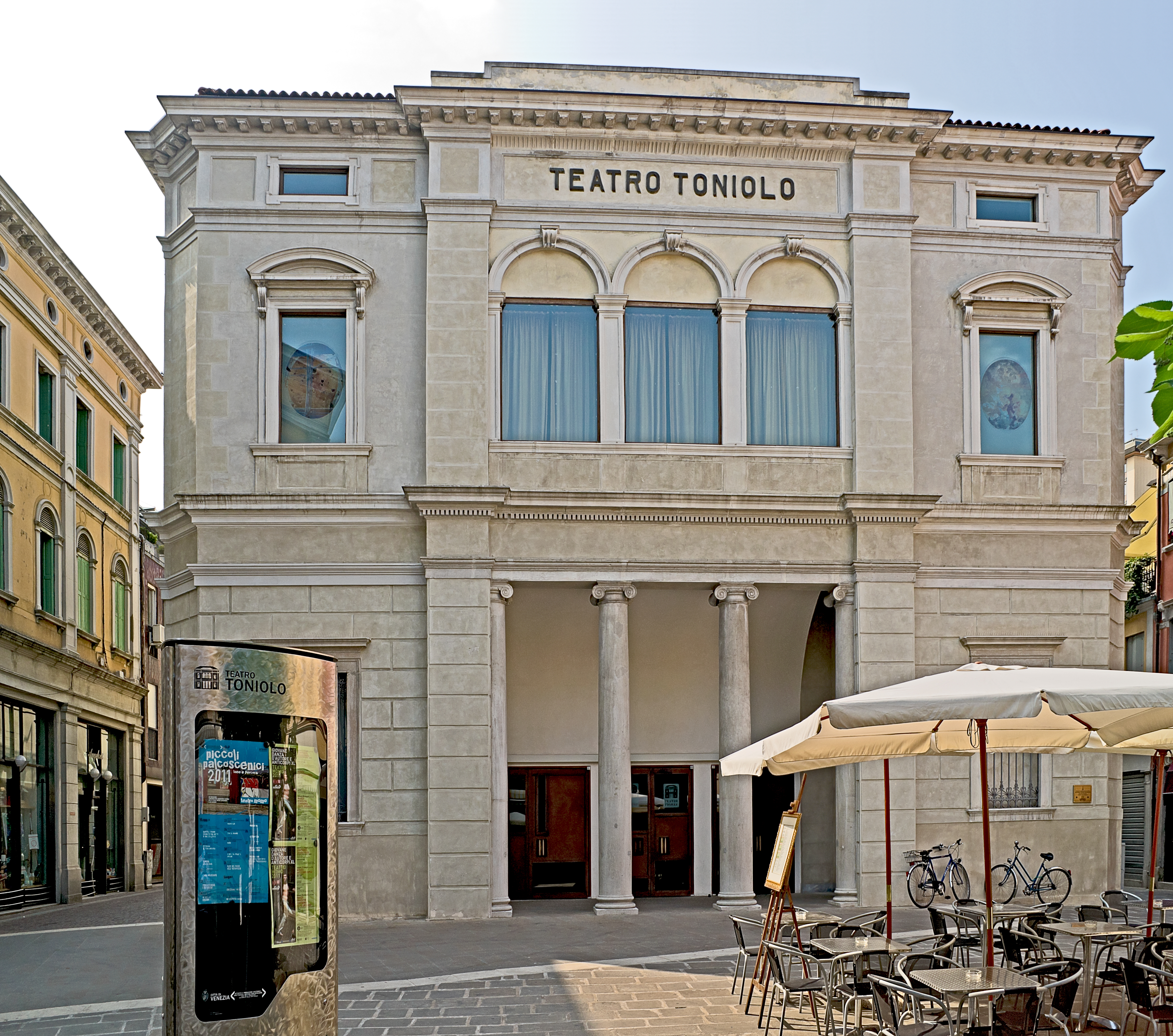
Il teatro Toniolo (1912)

Oltre allo storico Teatro Toniolo (1912), degni di nota sono il Teatrino della Murata, il teatro Arnaldo Momo, il teatro del Parco. Il primo teatro di Mestre fu il Balbi, inaugurato nel 1778. Pregevole opera architettonica progettata da Bernardino Maccaruzzi, fu molto frequentato dalla nobiltà veneziana, ma venne chiuso nel 1811. L'edificio è poi diventato un condominio nei pressi di piazza Barche, ne resta il toponimo Galleria Teatro Vecchio relativo alla galleria sottostante.

## Geografia antropica

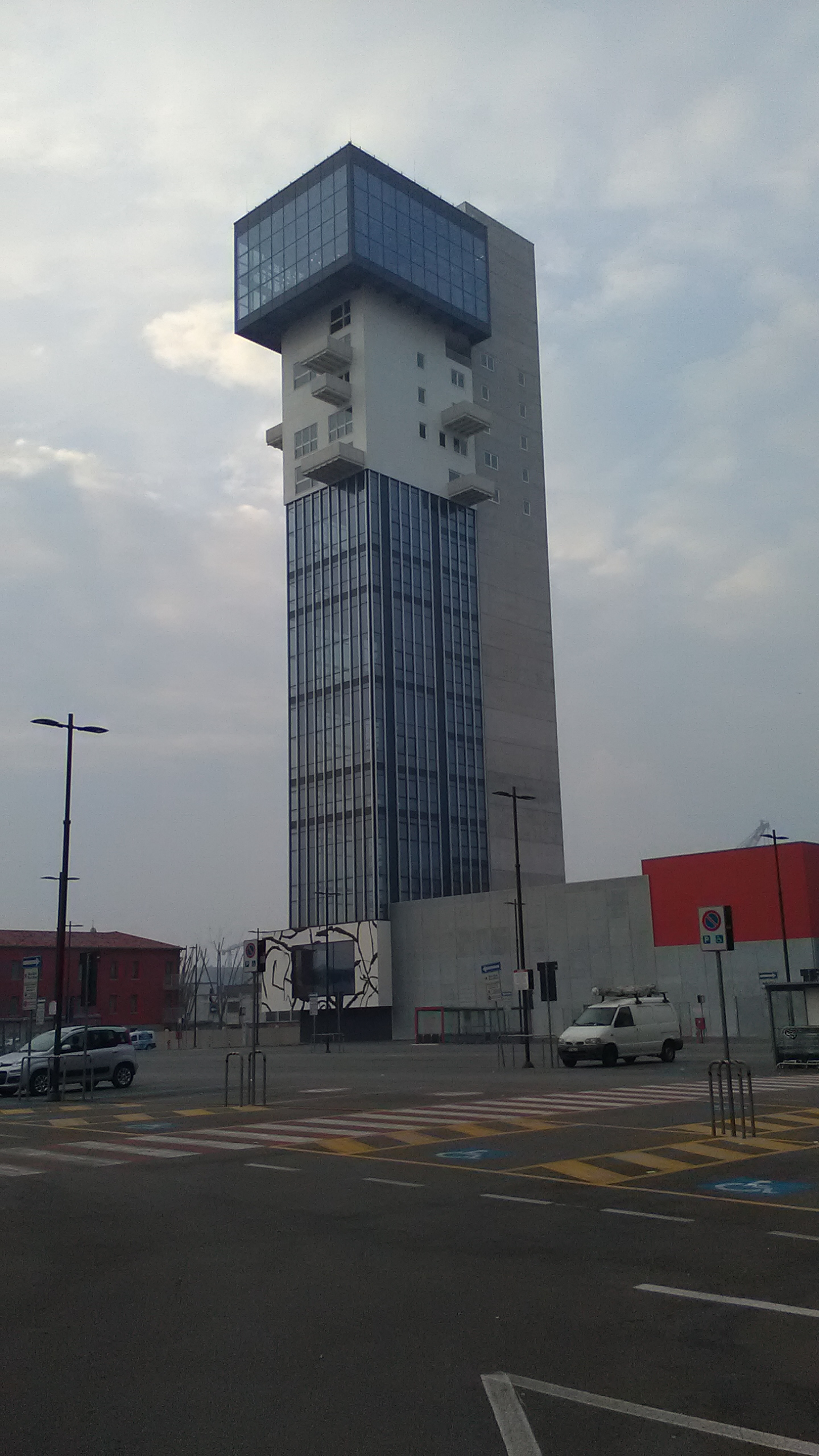
La Hybrid Tower Mestre costruito tra il 2012 ed il 2016

### Urbanistica

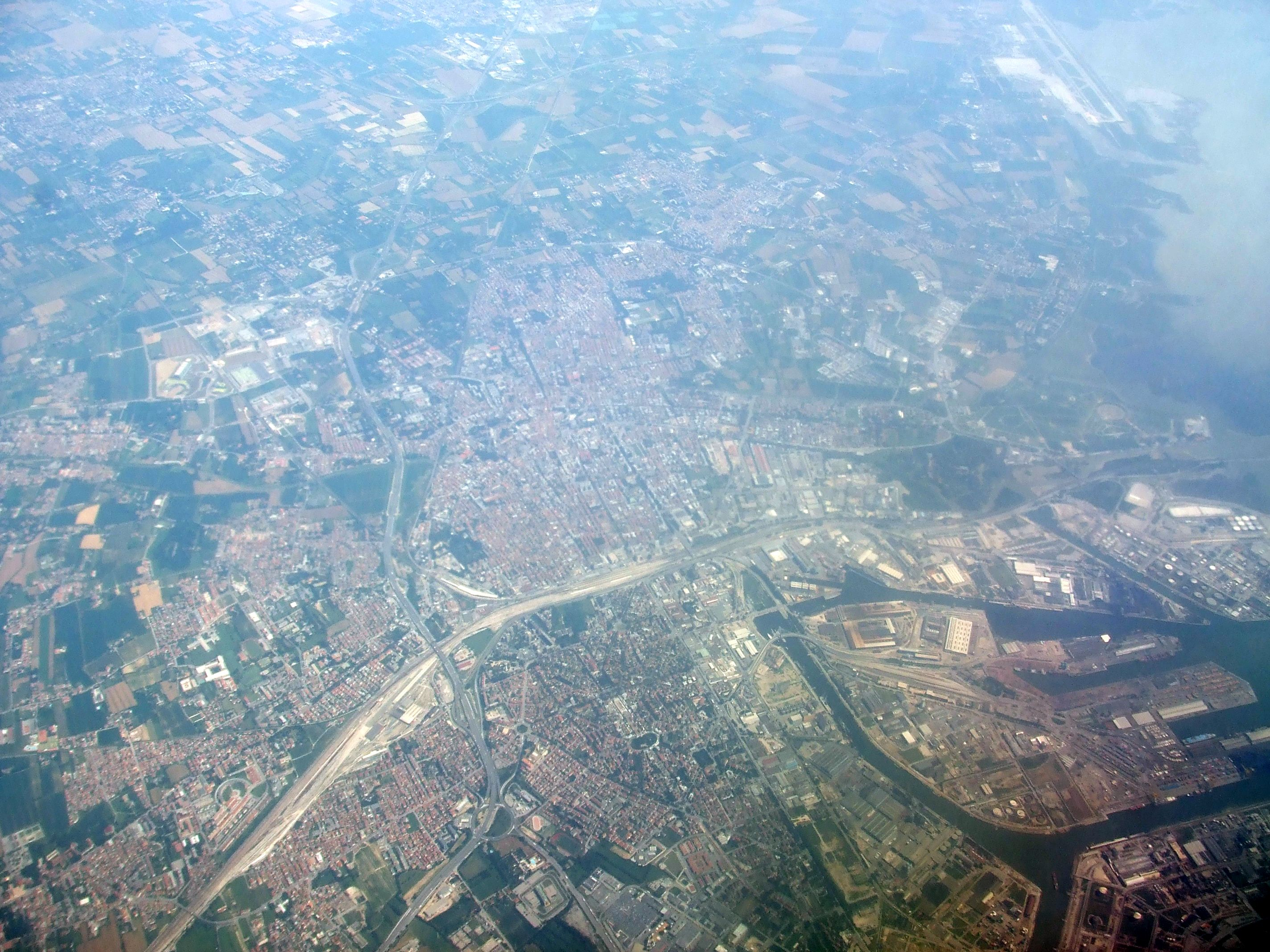
Veduta aerea della città di Mestre

Un tempo ben distinta dagli altri centri della cosiddetta terraferma, di cui era capoluogo mandamentale, Mestre, a partire dal secondo dopoguerra, ha ospitato la maggior parte dello sviluppo urbano del comune di Venezia, venendo pertanto interessata da una rapida e disordinata crescita. Nel giro di soli venti anni Mestre ha decuplicato la propria popolazione, passando da 20.000 a 200.000 abitanti e venendo quindi a costituire un vasto agglomerato urbano coi centri circostanti. Anche per questo motivo, con il toponimo Mestre spesso si intende, per estensione, tutta la terraferma veneziana, dove risiedono i due terzi della popolazione del comune di Venezia.
Da un punto di vista amministrativo, Mestre costituisce una parte della municipalità veneziana di Mestre-Carpenedo (raggruppante i preesistenti quartieri di Carpenedo-Bissuola e Mestre centro). Fa eccezione la località Gazzera, la quale sebbene facesse parte del soppresso comune di Mestre, è invece inclusa nella municipalità di Chirignago-Zelarino (che per questo motivo è anche denominata informalmente "Mestre ovest").

### Suddivisioni amministrative
La municipalità di Mestre-Carpenedo è a sua volta divisa in 7 delegazioni di zona:
- Mestre centro
- Piave-Piraghetto-Rione Sabbioni
- Mestre est
- XXV Aprile
- Bissuola
- Carpenedo
- Terraglio-Borgoforte

## Infrastrutture e trasporti

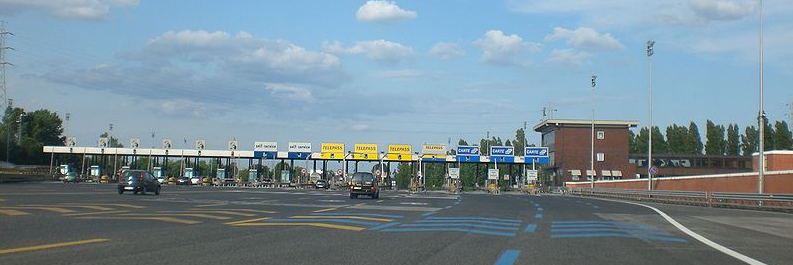
La barriera autostradale di Venezia-Mestre

### Strade
Le principali direttrici stradali storicamente utilizzate per gli scambi fra Mestre e il circondario sono la Strada regionale 11 Padana Superiore verso Marghera e la Riviera del Brenta, la Strada statale 13 Pontebbana "Terraglio" verso Treviso, la Strada statale 14 della Venezia Giulia verso Trieste, la Strada regionale 14 bis, la Strada regionale 245 "Castellana", verso Castelfranco Veneto e Trento, la Strada statale 309 Romea verso Ravenna e la Strada provinciale 32 Miranese verso Mirano e Padova.
Per il traffico stradale a lunga percorrenza Mestre è inoltre servita dalle autostrade A4 Torino - Trieste, A57 Tangenziale di Mestre e A27 Venezia - Belluno.

### Ferrovie

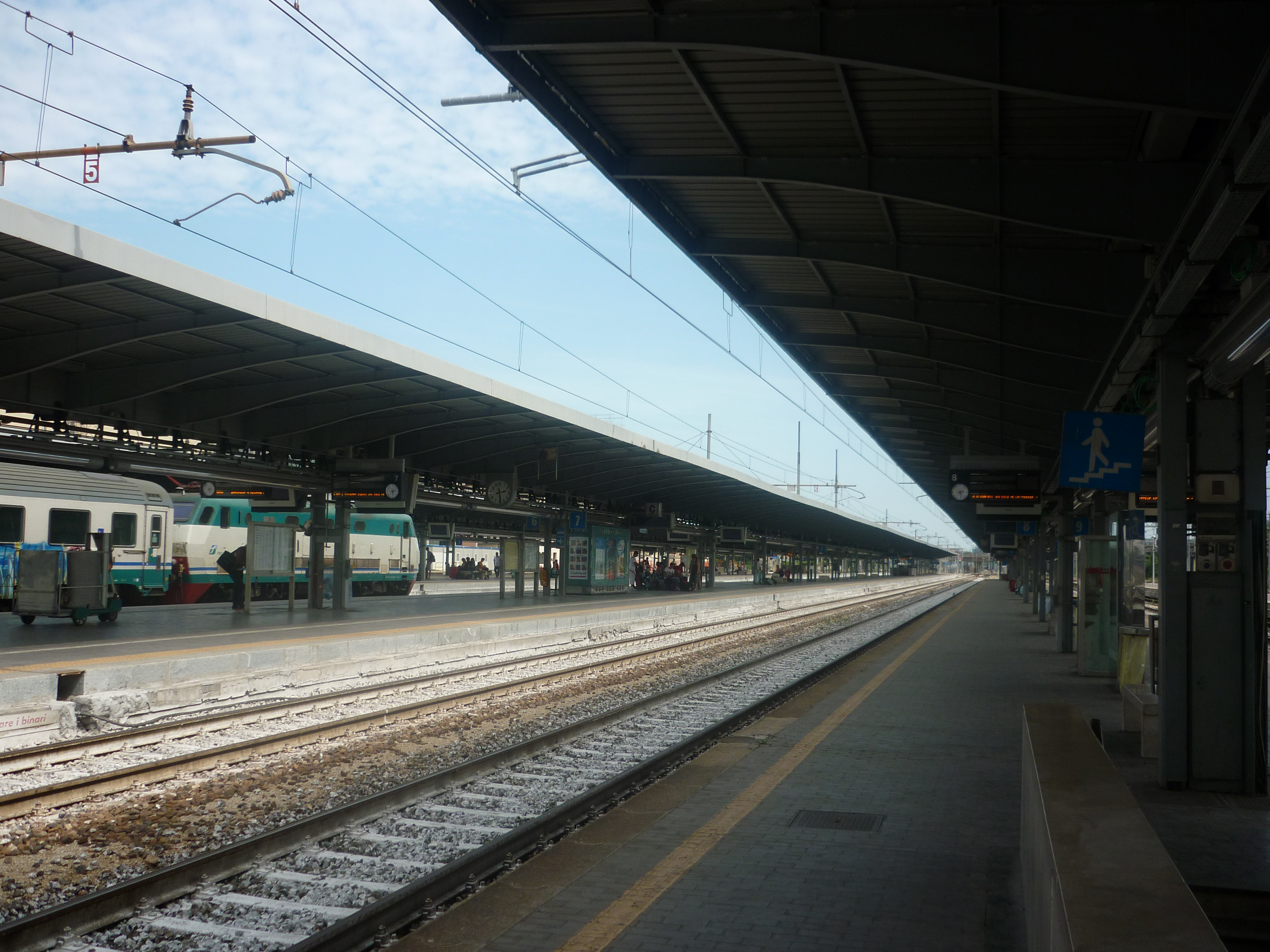
Il fascio binari della stazione di Venezia-Mestre

L'area di Mestre è servita da cinque stazioni ferroviarie, prima tra tutte la stazione di Venezia Mestre, vantante un flusso di circa 85.000 passeggeri al giorno per 31 milioni di frequentatori annui, che la rendono la settima stazione per passeggeri in Italia. Costituisce il nodo ferroviario più importante del Triveneto, nonché uno dei più importanti d'Italia. In tale stazione convergono le linee Milano-Venezia, Venezia-Trieste, Venezia-Udine, Venezia-Bassano del Grappa-Trento, Adria-Mestre ed il tronco di 4 binari diretto alla stazione di Venezia Santa Lucia. Nella stazione di Mestre fermano inoltre treni ad alta velocità e a lunga percorrenza che collegano il capoluogo veneto con Torino, Roma, Firenze, Genova, Napoli, Salerno, Bari, Lecce, Ginevra, Vienna, Monaco di Baviera, Parigi. La stazione di Mestre, oltre a servire anche la Municipalità di Marghera, risulta centrale nell'ambito del Sistema Ferroviario Metropolitano Regionale (SFMR) della Regione Veneto. Le altre stazioni dell'area mestrina sono quelle di Venezia Carpenedo, Venezia Porto Marghera, Venezia Mestre Ospedale e Venezia Mestre Porta Ovest. Sono inoltre in costruzione le due nuove stazioni di Venezia Mestre Gazzera (alla confluenza delle linee Venezia-Trieste e Venezia-Udine) e Venezia Mestre Via Olimpia (sulla linea Venezia-Trieste).

### Aeroporti
In località Tessèra sorge l'aeroporto internazionale di Venezia, intitolato all'esploratore veneziano Marco Polo; esso rappresenta il terzo polo aeroportuale italiano. Gestito dalla Società Aeroporto Venezia (SAVE), è servito da voli nazionali, internazionali a corto e medio raggio e voli intercontinentali. A 18 km da Mestre sorge inoltre l'aeroporto di Treviso-Sant'Angelo, con voli nazionali ed internazionali per tutta Europa.

### Mobilità urbana

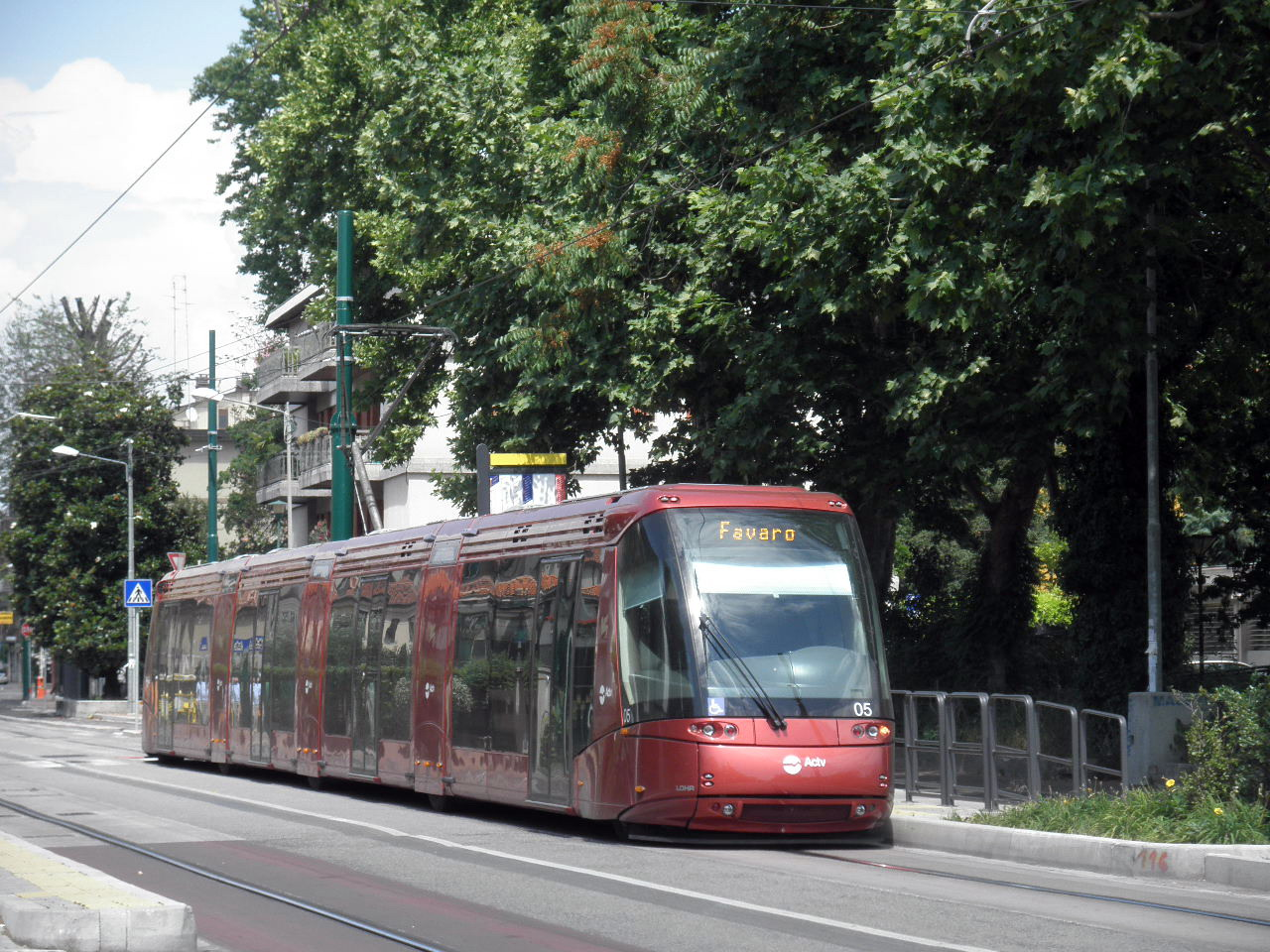
Il tram di Mestre

Il trasporto pubblico urbano a Mestre è gestito da ACTV tramite servizi regolari di autobus e due linee tranviarie che compongono la rete tranviaria di Venezia.
Transitano inoltre per Mestre le linee interurbane ACTV che collegano Venezia ai comuni attigui e alle città di Padova e Treviso, coprendo tutta la provincia di Venezia. Le linee interurbane che collegano Mestre al Veneto orientale sono gestite da ATVO.
Fra il 1933 e il 1968 Mestre disponeva di una vasta rete filoviaria, sostitutiva a sua volta di alcune tranvie a scartamento metrico attive fra il 1891 e il 1938. Un'ulteriore linea tranviaria, la Padova-Malcontenta-Fusina, inaugurata nel 1885, raggiungeva fino al 1954 Mestre con un'apposita diramazione.
A Mestre è presente una rete di piste ciclabili. Ad ottobre 2009 l'estensione complessiva era di 89,5 km.

## Amministrazione

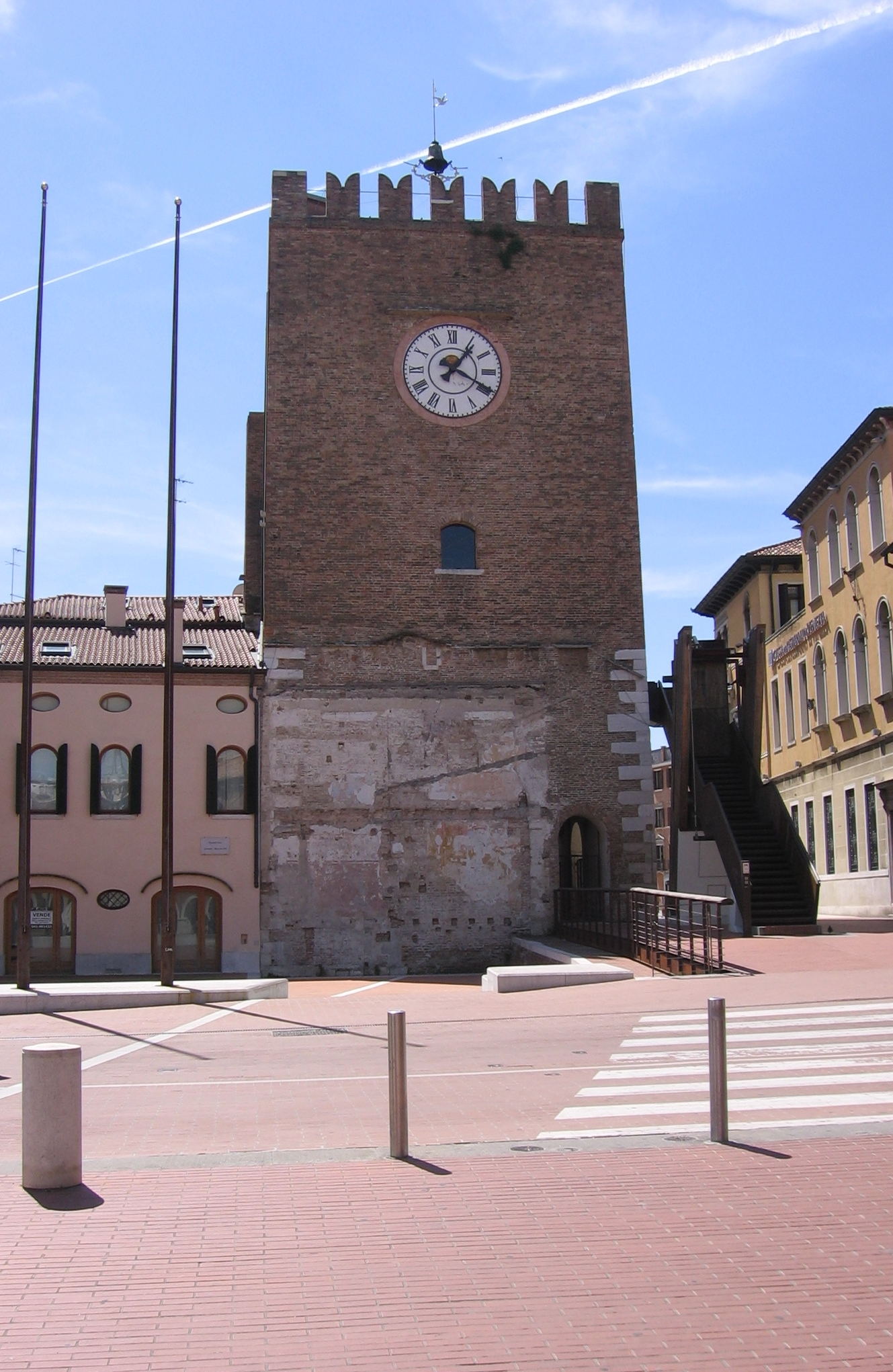
La torre dell'orologio vista da via Palazzo

A motivo del suo antico status di città, nonché a causa della notevole disomogeneità territoriale e della diversità di problematiche tra zone del medesimo Comune, il sindaco di Venezia nominava in passato il prosindaco di Mestre, figura alla quale competeva il coordinamento delle quattro municipalità di terraferma (Mestre-Carpenedo, Favaro, Chirignago-Zelarino e Marghera). Dal 29 marzo 2010 tale figura non è più prevista.
L'attuale presidente della Municipalità di Mestre-Carpenedo (Mestre centro), che comprende la parte più consistente della città storica di Mestre, gli ex quartieri 9 Carpenedo-Bissuola e 10 Mestre centro, è Raffaele Pasqualetto (LN).

### Consolati
Mestre è sede di alcuni consolati stranieri:
- Kazakistan
- Macedonia del Nord
- Malta
- Panama
- Regno Unito
- Svezia
- San Marino

## Sport
L'Associazione Calcio Mestre, fondata nel 1927 (in precedenza vi furono le società Marziale 1892 e Mestre 1909) con la denominazione Unione Sportiva Mestrina e più volte disciolta e rifondata, costituisce il principale sodalizio calcistico locale. Nella località hanno inoltre sede alcune società di calcio a 5, tra le quali il Città di Mestre C5 (militante in Serie A2 Élite) e la società polisportiva Bissuola (in serie C1).
La società Venezia Cricket & Badminton, ha una squadra di cricket disputante il campionato di serie B nazionale.
A Favaro Veneto ha sede la società di football americano Islanders Venezia, che milita nel campionato nazionale di serie A2.
La società ginnica Spes Mestre, fondata nel 1903, è il più antico sodalizio sportivo della località. Nel 1962 la Spes si diede una nuova struttura e venne creata una polisportiva con tre sezioni: Ginnastica, Pesistica e Canoa-Kayak. Nel 2021 la polisportiva si sciolse e vennero create due associazioni distinte: Spes Mestre Pesistica e Spes Mestre Ginnastica.
Per il judo, è presente la A.S Judo Mestre 2001.
Il Basket Mestre, fondato nel 1958 è la società di pallacanestro locale. Scioltasi nel 1989, è stata rifondata nel 2009 e milita in Serie B (pallacanestro maschile).
La squadra di pallavolo Volley Mestre era attiva negli anni 1990. Nel 2007 è nata la società di pallavolo femminile Mestre Volley Center, militante nel campionato di serie D.
Il circolo di pugilato Union boxe Mestre, nato nel 1932, vanta svariati campioni tra italiani ed europei. Tra tutti il pugile mestrino Francesco De Piccoli, campione olimpico pesi massimi a Roma 1960.
Presso gli impianti sportivi di Favaro Veneto ha sede la squadra di rugby del San Marco Rugby Venezia Mestre, nata sulle ceneri del Veneziamestre Rugby 1986.
Hanno inoltre sede nella località il Circolo Scherma Mestre "Livio Di Rosa", la società sportiva Mestrina Nuoto, il circolo tennis e un polo nautico che raduna diversi circoli velici e canottieri.
Tra gli impianti sportivi principali di Mestre si citano lo stadio Francesco Baracca, il palasport Taliercio e l'impianto polivalente del CONI intitolato a Davide Ancilotto.
La società Canottieri Mestre, con sede a San Giuliano, ospita squadre di canoa-kayak, tennis, canottaggio, vela, dragon boat e voga alla veneta.

### Ciclismo
Giro d'Italia
Nell'edizione del 1972 Mestre fu teatro della cosiddetta "Grande Partenza" del Giro d'Italia, con il via della corsa dato il 21 maggio dal Palazzetto dello Sport alla volta di Ravenna, dove si concluse la prima tappa con la vittoria di Marino Basso, ma l'organizzazione indicò genericamente la partenza del Giro da "Venezia". Escluso quindi l'evento del 1997 in cui fu Venezia la denominazione della sede, in totale la frazione di Mestre è stata sede di tappa della "Corsa Rosa", ufficialmente con il proprio nome, in due occasioni (due partenze): nel 1997 (Mestre-Cervia), e nel 2010 (Mestre-Monte Zoncolan).
Sempre per quanto riguarda il ciclismo, dal 1984 al 2005 si è svolta la competizione Millemetri del Corso di Mestre. La crono-corsa veniva effettuata ogni anno nel mese di ottobre lungo corso del Popolo e tra i partecipanti figurarono anche grandi campioni del ciclismo.
Presso Mestre ha sede inoltre la società ciclistica Fausto Coppi Gazzera.